# 貨幣史
貨幣史（かへいし）は、貨幣の歴史、および歴史上の各時代における貨幣の機能や貨幣制度の研究を指す。関連する学術分野としては、貨幣とその形態を研究する貨幣学の他に、経済史をはじめとする歴史学や考古学、文化と貨幣の関わりも研究する文化人類学などがある。

## 概要

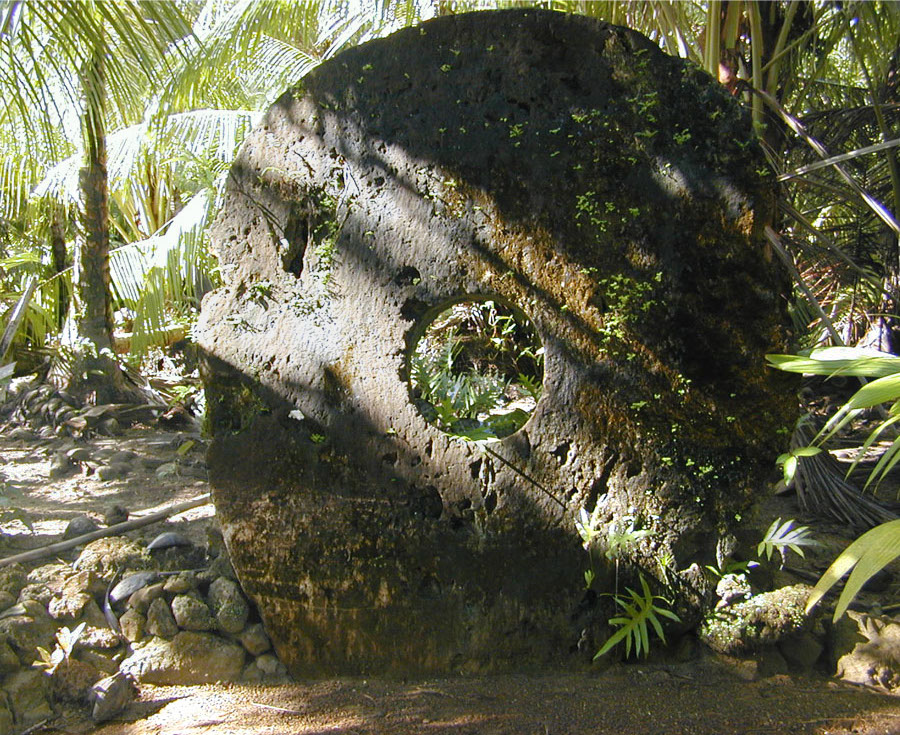
ヤップ島の石貨。物品貨幣

### 貨幣の起源・機能
貨幣の起源は、市場や貿易の起源とは別個にあるとされる。貨幣の機能には、(1)支払い、(2)価値の尺度、(3)蓄蔵、(4)交換手段があり、いずれか1つに使われていれば貨幣と見なせる。
貨幣の4つの機能は、それぞれ異なる起源を持つ。(1)支払いの貨幣は、責務の決済を起源とする。賠償、貢物、贈物、宗教的犠牲、納税などがこれにあたる。(2)価値尺度の貨幣は、物々交換や財政の管理を起源とする。歴史的には単位のみで物理的に存在しない貨幣もある。(3)蓄蔵の貨幣は、財や権力の蓄積を起源とする。食料や家畜、身分を表す財宝などがこれにあたる。(4)交換の貨幣は、財を入手するための交換を起源とする。売買がこれにあたる。4つの機能をすべて備えた貨幣が使われるようになるのは、文字を持つ社会が発生して以降となる。
前述のように貨幣には4つの機能があり、いずれかに使われていれば貨幣と見なせる。歴史的には、用途によって特定の機能の貨幣があり、複数の貨幣を組み合わせていた。バビロニアでは価値尺度としての銀、支払い用の大麦、交換用の羊毛やナツメヤシなどを使い分けた。中国の漢では賜与や贈与の目的や立場に応じて、金、布帛、銅が厳密に使い分けられた。日本の江戸時代では江戸幕府が石高制のもとで米を価値の尺度として、金・銀・銅（銭）を三貨制度として統合した。

### 貨幣の素材
貨幣の素材には、現在では一般的な金属や紙の他に、さまざまなものが選ばれてきた。社会の伝統や慣習において富と見なされるものが、貨幣として選ばれていた。穀物や家畜も貨幣となるが、これらは劣化しやすく保存性に欠ける。そのため、劣化しにくく安定して価値を保存出来る素材として、金属や紙が多く選ばれるようになった。現在知られている最古の金属貨幣は紀元前4300年頃の銀リングであるハル、硬貨は紀元前7世紀にリュディアで作られたエレクトロン貨、最古の紙幣は北宋の政府紙幣として流通した交子とされる。特定の素材の価値で国家の貨幣を裏付ける制度として本位制があり、金本位制、銀本位制、金銀複本位制などがある。

#### 物品貨幣

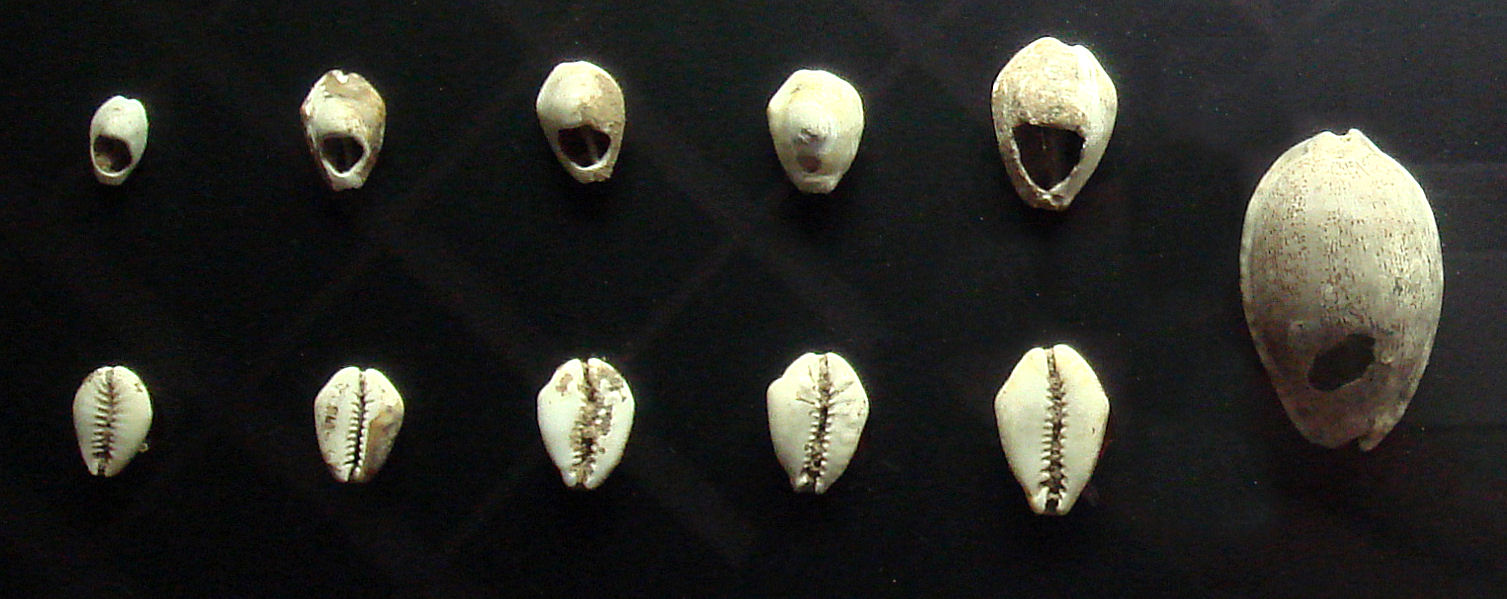
古代中国の貝貨

素材そのものに価値のある貨幣を物品貨幣や実物貨幣と呼び、特に初期の貨幣に多い。物品貨幣は、貝殻や石などを用いる自然貨幣と、家畜や穀物などの商品貨幣とに分類される。代表的な物品貨幣に貝貨（中国、オセアニア、インド、アフリカ）、石貨（オセアニア）、穀物（バビロニア、日本）、果実（メソアメリカ）、塩（カンボジア）、布帛（日本、中国、朝鮮、ギニア海岸）、鼈甲（古代中国）、鯨歯（フィジー）、牛や山羊（東アフリカ）、羽毛などが存在する。こうした物品貨幣のさまざまな種類は、パウル・アインチッヒの著作『原始貨幣』に集められている。

#### 金属貨幣

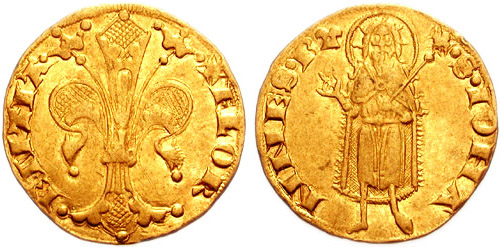
近代貨幣制度を確立したフローリン金貨。1347年

金属は保存性・等質性・分割性・運搬性において貨幣に適した性質があり、金貨、銀貨、銅貨、鉄貨などが作られた。このうち銅貨は実際には青銅貨である場合が多い。金、銀、銅は腐食しにくい点も貨幣に使われやすい理由となった。金属貨幣は、はじめは地金を秤って使った。これを秤量貨幣と呼ぶ。やがて、打刻貨幣または鋳造貨幣すなわち硬貨が現れた。硬貨のように一定の形状・質・重量を持っている貨幣を計数貨幣とも呼ぶ。古代から近世にかけての貨幣制度は金属資源の採掘量に左右された。金属貨幣の不足や、移動にかかる費用は、小切手、為替手形、紙幣などの発生にも影響を与えた。
地中海や西ヨーロッパでは硬貨の素材として主に金銀を選び、中国や古代・中世の日本では銅を選んだ。西ヨーロッパでは領主や商人の交易に銀貨を中心に多用したが、中国では農民の地域市場での取引に銅貨が多用されていた。

#### 紙幣

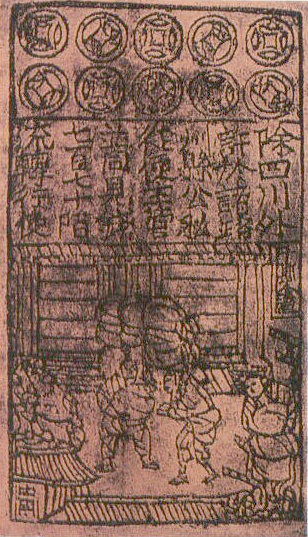
最初の紙幣とされる交子。

中世には、名目貨幣である紙幣が登場した。紙幣は運びやすく、原料とコストの面で利点が多かったが、発行が容易なためにインフレーションも発生しやすく、しばしば国家の弱体化につながった。現在の紙幣は、中央銀行が発行する銀行券と政府が発行する政府紙幣に大きく分かれるが、その他にも民間でも紙幣が発行されてきた。最初の政府紙幣は宋政府、最初の銀行券はスウェーデンのストックホルム銀行が発行した。

#### 電子マネー
1990年代から電子決済による電子マネーの運用が始まり、現在はICカードを使う形態が普及している。携帯電話による決済も急速に普及しており、現金を使わないキャッシュレスの社会が拡大している。

### 単位
物々交換において、交換比率を決める尺度として貨幣を用いる場合があった。バーターが効率よく行われるために尺度としての貨幣が役立った。手形などの信用取引の手法は、古代から物々交換でも使われて複雑な現物決済を可能としていた。物々交換には信用取引を活発にする効果もあり、単位のみの貨幣も使われる。単位のみの貨幣としては古代ギリシャのタラントン、中世ジュネーヴのエキュー、中世西ヨーロッパのカールスやリブラ、日本の厘などがある。
9世紀のバルト海のヴァイキングは、イスラーム帝国のウマイヤ朝の分銅を価値尺度の貨幣とした。中世の西ヨーロッパは複雑な貨幣の流通をまとめるために、バンク・マネーとも呼ばれる計算用の貨幣で管理した。アムール川流域の山丹交易では物々交換が行われ、山丹人（ウリチやニヴフ）と清の取引では、現地で使われていない中国の銅貨を尺度とした。山丹人と日本の取引では、クロテンの毛皮を尺度にして商品の価値を計った。
含有率や重量がさまざまな貨幣が流通する地域では、両替商の存在が重要とされた。古代ギリシャのトラペジーテース、中国の宋代の兌房、イスラーム世界のサッラーフ（ṣarrāf）、江戸時代の本両替と銭両替などがある。都市には両替市場が設けられたり、大規模な定期市である年市には両替商が滞在して、現在の銀行にあたる業務を行う者も現れた。中世イタリアの両替商が仕事に使ったバンコ（banco）という台は、銀行を表すバンク（bank）の語源ともなった。

### 貨幣と使用者
身分や性別によって特定の貨幣が使われる場合もある。ロッセル島にはンダップという男性用の貨幣とンコという女性用の貨幣があり、ンダップは23種類、ンコは16種類の異なる価値を備えていた。サモアには女性が生産するトガ財（編みゴザ、ヤシ油等）と男性が生産するオロア財（豚、武器等）があり、交換手段の貨幣が浸透するとオロア財が優先して貨幣で買えるようになった。トロブリアンド諸島では、クラ交易に用いるクラ財は貨幣で買えないが、クラ財と交換できる豚やヤムイモは貨幣で買える。このため、女性や若者など貨幣収入を得やすい者がクラ交易への影響を強めた。
後払いの決済であるクレジットカードでは、個人の信用情報をもとに使用可能であるかを決定する審査がある。IT技術にもとづく決済仲介システムでは、取引情報が社会信用システムに活用されて、個人や企業への融資を評価するサービスも行われている。仮想通貨のビットコインでは非中央集権のシステムを運用しており、識別情報がない。
貨幣には装飾的、儀礼的、呪術的な素材も見られ、宗教的背景を持つ場合もある。古代中国ではタカラガイが豊産や死者の安寧と結びつけられて神聖とされ、貝貨となった。アフリカのドゴン族の神話では貝貨には生きた力があり、取引をする人間の力に対応している。そして市場での貝貨を使った交換は、言葉の交換に対応すると見なされた。死者の埋葬に使う冥銭という習慣もある（後述）。

### 貨幣と地域

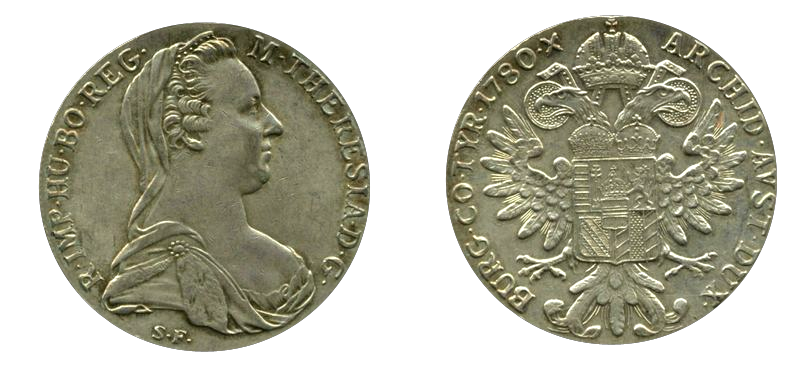
マリア・テレジア・ターラー、発行年を1780年に固定して現代まで発行されており、アフリカ等で使用された

貨幣には地域内での使用と、地域を越えた交易での使用があり、内外で異なる貨幣が定められる場合がある。地域内の貨幣は小額で周期的であり、貿易の貨幣は高額で非周期的となる。18世紀のムガル帝国治下のベンガルでは、穀物の先物取引ではルピー銀貨を用い、地域内の市場で穀物を買う時には小額取引に適した貝貨を使った。さらに、納税と穀物取引では異なるルピー銀貨を使った。
現在では1国1通貨の制度が普及しており、これは国際金本位制に起源を持つ。それ以前は、貿易用の貨幣は発行者の国を超えて複数の国や地域で流通した。古代ギリシャのドラクマ、中世イスラーム世界のディナールやディルハム、中国の宋銭、貿易銀と呼ばれるラテンアメリカのメキシコドルやオーストリアのマリア・テレジア銀貨がそれにあたる。現在は国際決済に多く使われる国際通貨や基軸通貨と呼ばれる貨幣がある。異なる地域が通貨を共有する通貨同盟や経済通貨同盟もある。
1国1通貨の制度が普及する以前は、地域内で流通する地域通貨も多数存在した。穀物や家畜を使った各地の物品貨幣や、日本の伊勢神宮の所領を中心とした山田羽書、中国の民間紙幣である銭票などが知られている。地域通貨が政府や民間業者の保証なしに流通する場合は、地元で取引される商品の販売可能性によって成り立っていた。

### 貨幣の発行

#### 貨幣発行の利益
貨幣発行益は、古くから政府や造幣者に注目されてきた。発行した貨幣を用いて財や労働を調達できるほか、貨幣の普及により税の徴収が楽になるという利点がある。また、地金の値段よりも額面が高い貨幣を作れば、差額によってさらに利益は大きい。多くの国家で大量の貨幣が発行され、ペルシアのアケメネス朝やローマ帝国をはじめ古代から兵士への支払いに硬貨が多用された。貨幣発行益を得るための造幣は、貨幣や政府への信用に影響する。日本の朝廷が発行した皇朝十二銭は、改鋳のたびに目方と質が低下した新貨が出たため、信用の低下と銭離れにつながった。現代は中央銀行が銀行券を発行する国家が多く、その場合は製造コストと額面の差額は貨幣発行益とはならない。発行益の大きい貨幣が存在すると、贋金の増加にもつながった。

#### 貨幣発行の権利
貨幣を発行する造幣権は政府や領主に管理され、民間が発行する貨幣の多くは私鋳と呼ばれて取り締まられた。例外として漢の劉邦は楚との戦争時に民間の造幣を許可し、半両銭が普及する後押しとなった。またアメリカ合衆国では、個人や団体が自由に銀行を設立して銀行券を発行できる自由銀行時代もあった。
緊急時においては短期間で地域通貨が発行され、泉州での飢饉の際の私鋳銭、銅不足によって作られたアーマダバードの鉄貨、世界恐慌が起きたあとのワシントン州の木片などがある。歴史的には、さまざまな銀行が銀行券を発行できたが、現在では中央銀行が銀行券の発行を独占している国が多い。仮想通貨のビットコインでは発行者はマイナー（採掘者）と呼ばれ、作成報酬や取引手数料を受け取る。

#### 鉱業
金属貨幣の発行には大量の金属を必要とした。有名な産地として、アテナイのラウリオン、ペルーのポトシ、日本の石見銀山、ブラジルのミナスジェライス、ゴールドラッシュが起きたカリフォルニアなどがある。鉱山での過酷な採掘も記録に残っており、ラウリオン銀山は古代ギリシャの奴隷労働としてもっとも過酷と言われた。ポトシ銀山はペルー副王領の時代にインディオが酷使され、多数が命を落とした。

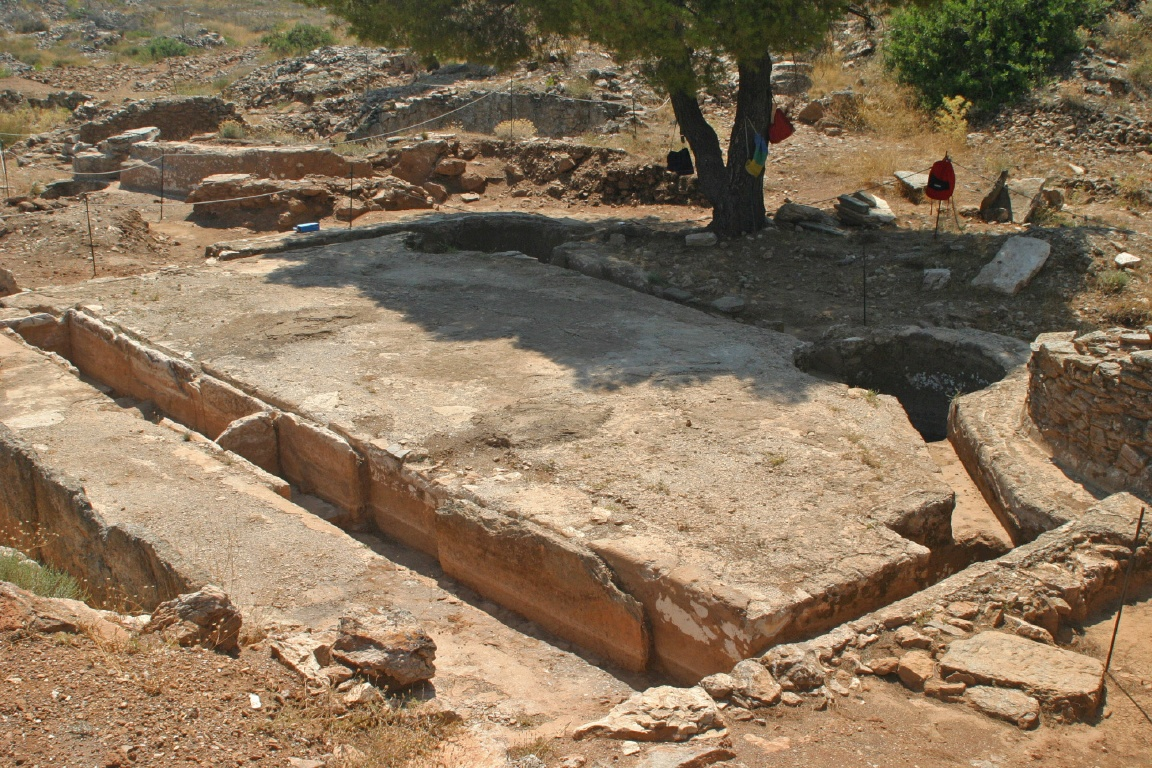
アテナイのラウリオン鉱山の選別台の跡
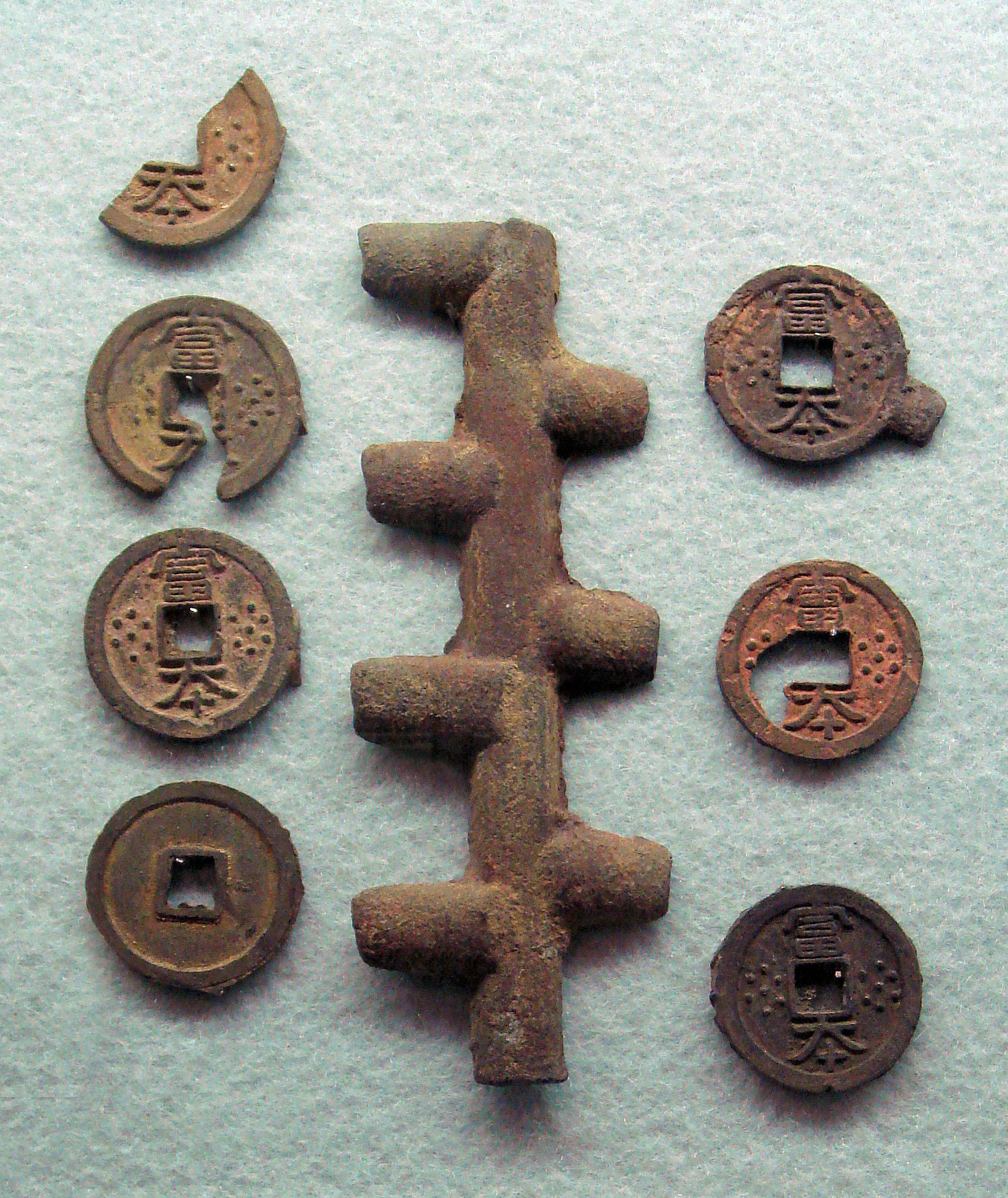
日本の富本銭と鋳棹（複製品、貨幣博物館）
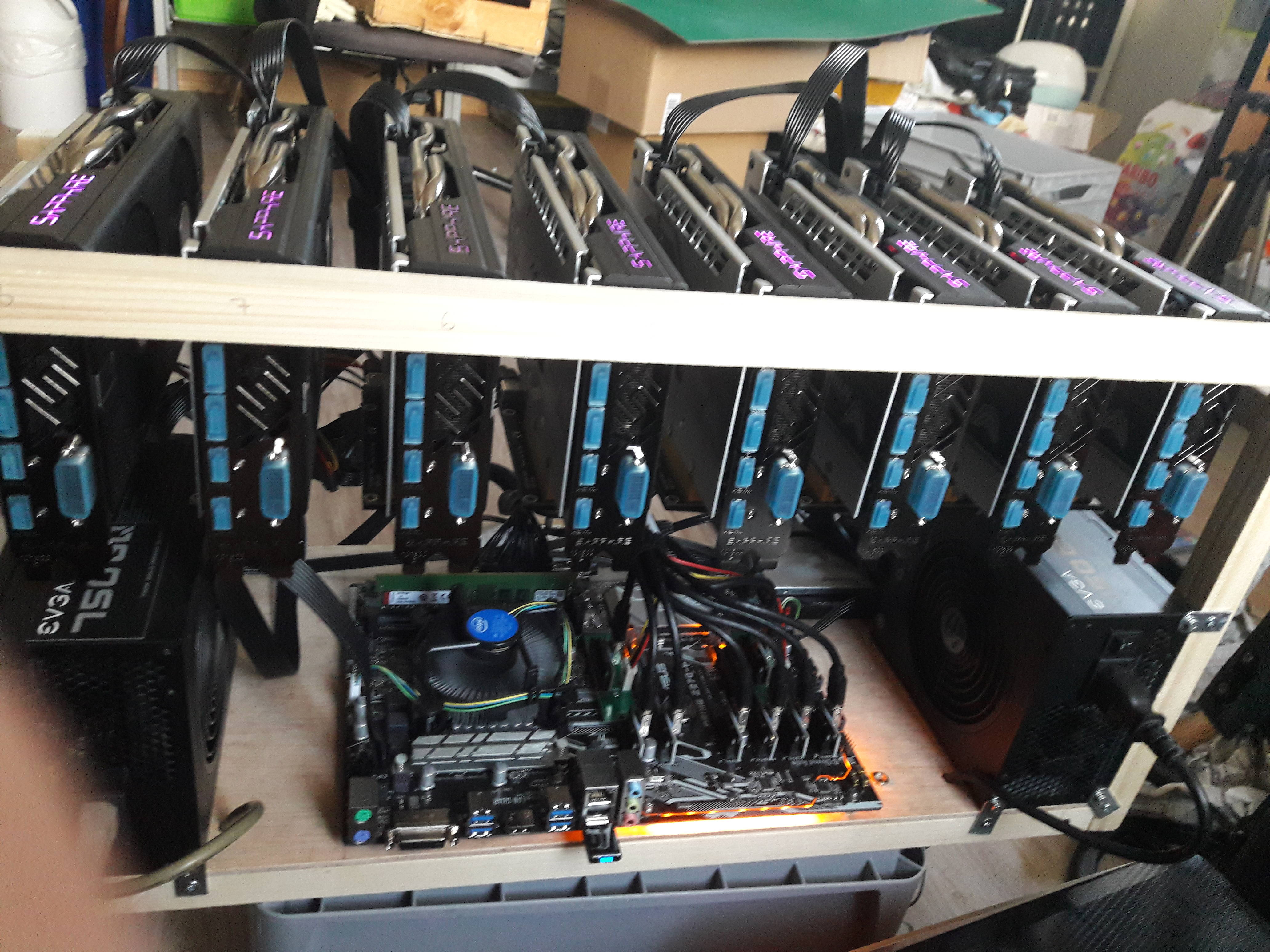
ビットコインのマイニング機材の一例。GPUを使用している

### 貨幣のデザイン
硬貨のデザインは地域によって大きく異なる。ヨーロッパの硬貨は権力者の肖像などの図像を入れているが、中国や日本では銭（ぜに）と呼ばれる中心に穴の空いた硬貨を作った。銭は円形方孔といって穴が四角く、これは古代の宇宙観である天円地方の思想にもとづいている。この穴は、鋳造後にバリを削るときの道具を通すために使ったほか、紐を通して大量の枚数をまとめるのにも活用され、小額面の貨幣を運ぶには便利だった。一方、硬貨に穴がないヨーロッパでは運ぶための財布が発達したとも言われ、アテナイでは一般市民は財布を持たず、小額の硬貨は口に入れて運んだという記録もある。イスラーム世界の硬貨は、偶像崇拝を避けるために文字や図柄だけを刻印した。
紙幣は、最初の紙幣とされる宋の交子をはじめとして中国や日本では縦長であった。これは文字が縦書きであったことに由来する。ヨーロッパの初期の紙幣は北欧を中心に縦長であり、オーストリア・ハンガリー、ロシア帝国、ポーランド、ブルガリアなどでは19世紀や20世紀まで縦長の紙幣が時折発行されていた。正方形の紙幣としては、スウェーデン、フィンランド、ノルウェーなどがある。現在では横長の紙幣が一般的となっている。
貨幣のデザインは発行された時代の芸術とも関連がある。19世紀末から20世紀前半にかけてはアール・ヌーヴォーやアール・デコ様式の紙幣がオーストリア・ハンガリー、ドイツ、フランス、ポーランドなどで発行された。オーストリア・ハンガリーでは、1881年発行の5グルデン札のデザインをグスタフ・クリムトが指導している。1945年に日本の新紙幣のデザインを公募した際には、審査員には藤田嗣治や杉浦非水が参加した。

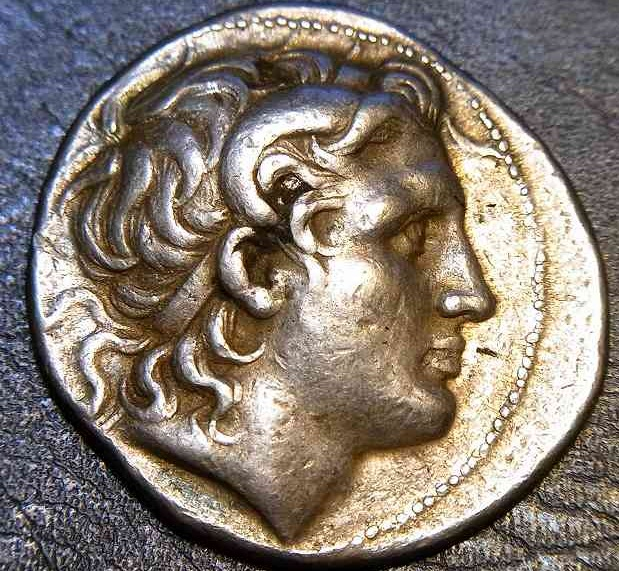
ヨーロッパの硬貨、テトラドラクマ銀貨。アレクサンダー3世の肖像入り。
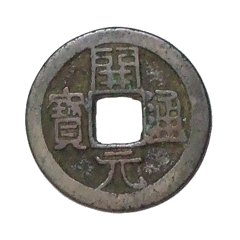
中国の唐代の硬貨、開元通宝。初鋳621年
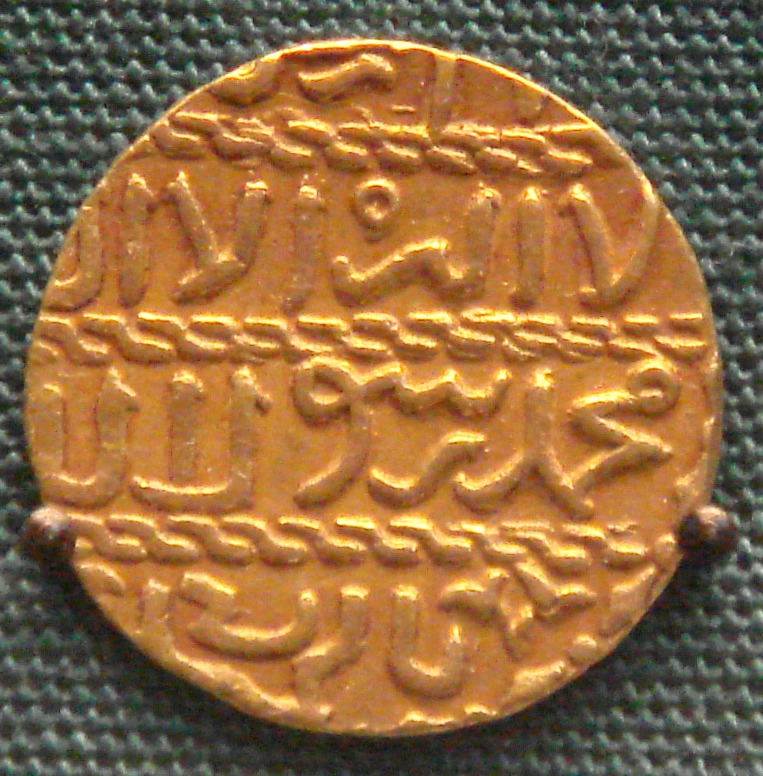
イスラーム世界の硬貨、アシュラフィー金貨。

### 貨幣史と学説・政策

#### 学説と貨幣史
グレシャムの法則や、貨幣数量説などの貨幣に関する説は限定的であるか、史実に当てはまらない場合がある。グレシャムの法則は金貨については有効だが、良貨にあたる官銭が悪貨を抑制した中国の銅貨には当てはまらない。また、複数の貨幣が流通して多元的に評価されていると、貨幣の総量を測る意味がなく、貨幣数量説の前提が成立しない。

#### 通貨の定義
現在では、国家は流通の安定のために法律によって貨幣に強制通用力を持たせている。これを特に法定通貨・信用貨幣という。この法定通貨は支払完了性を有しており、取引を無条件に完了させる決済手段となる。このため、所定の通貨の使用を拒否することはできない。

#### 経済政策
中央銀行は、物価の安定、雇用の維持、経済成長の維持、為替レートの安定などを目的として金融政策を行っている。経済政策においては、(1)為替レートの安定化、(2)国際資本移動の自由化、(3)独立した金融政策という3つの選択肢の全てを同時に達成することは不可能とされており、国際金融のトリレンマと呼ばれる。達成可能なのは3つのうち2つの選択であり、(1)為替レートの安定化と国際資本移動の自由化、(2)独立した金融政策と国際資本移動の自由化、(3)為替レートの安定化と独立した金融政策のいずれかとなる。歴史的には、金本位制では(1)為替レートの安定化と国際資本移動の自由化、変動相場制では(2)独立した金融政策と国際資本移動の自由化、固定相場制では(3)為替レートの安定化と独立した金融政策がおおむね選択されてきた。
政治制度も通貨に影響を与える。19世紀の国際金本位制は、国際均衡が国内均衡に優先することも意味しており、そうした制度は普通選挙が普及しておらず国民が発言力を持たない時代に可能だったとされる。

## 古代

### 西アジア
バビロニアでは支払い用の貨幣として大麦や羊毛が使われ、銀は秤量貨幣で主に尺度として使われた。メソポタミアは銀を産出しないため、アナトリア半島のトロス山脈などから銀が運ばれた。最古の銀貨として、紀元前2300年頃のアッカドからバビロン第1王朝にかけて使われたハル（har）がある。ハルはリング状や螺旋状の形をしており財布のない時代に携帯しやすく、貴重な品の対価として必要な量を切って支払った。エシュヌンナ法典をはじめイシン・ラルサ時代の王たちは公定価格の表示をしばしば行なっており、私的な経済活動による混乱を収める意図があったと推測されている。精錬法である灰吹法の最古の事例はバビロニアで発見されており、ウルク文化後期と推定されている。貨幣単位としてシェケルが紀元前30世紀頃から用いられ、シュメル語ではギンと呼ばれた。ペルシャ湾の貿易においても、ディルムンの銅とメソポタミアの穀物やゴマ油が交換される時に銀が尺度として通用した。紀元前8世紀には、アラム人国家の都市であるジンジルリ・ヒュユクの遺跡でアラム文字の銘文を打った銀の延べ棒が出土している。紀元前18世紀のハンムラビ法典には金融についての法律もある。フェニキア人は地中海や紅海で交易を行い、イベリア半島にも進出してガディルを建設した。テュロス人が金山や銀山を開発して採掘に奴隷を使役し、アッシリアなどに貴金属を輸出した。

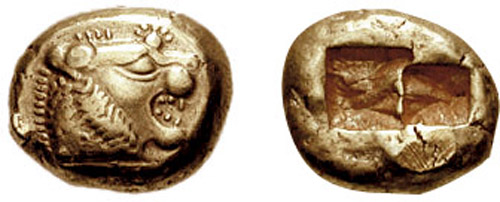
リュディア王国のエレクトロン貨

現存する世界最古の硬貨は、アナトリア半島のリュディア王国で作られたエレクトロン貨である。これは金銀の自然合金であるエレクトラムを素材としており、リュディアは豊富に貴金属を産する土地でパクトロス川では砂金状のエレクトラムが採れた。リュディアが硬貨を発行したのは傭兵に対する支払いという説があり、この硬貨はギリシャに影響を与えた。クセノファネスやヘロドトスの伝承によれば、円形の金属に極印を打ったのはリュディアのギュゲス王とされる。リュディアの影響を受けてギリシャで硬貨が普及し、ギリシャの影響によってペルシア、紀元前５世紀末のフェニキアのテュロス、カルタゴなどの地域にも硬貨が広まった。ペルシアではダレイオス1世が硬貨を発行し、ダリク金貨の重量はバビロニアの基準1シクルと同じで、シグロス（Siglos）銀貨と銅貨の比価は1：12となった。

### アフリカ
金の大量採取は古代エジプトから始まった。ナイル川からの砂金やプント国との交易などで豊富な金を集め、宮殿や神殿に貯蔵した。紀元前2400年以降の中王国時代には、ナイル川の第2瀑布まで進出して金を採取した。金は国内の貨幣としては使われず、秤量金貨として臣下への下賜や、地中海やメソポタミアでの貿易に使った。本格的に鋳貨が流入するのは、アレクサンドロス3世の征服で成立したプトレマイオス朝以降となる。金が豊富な反面で銀は産出しなかったため、当初は金銀比価が1：1であったが、貿易の進展によって差が広がった。
フェニキア人が地中海に進出して植民都市のカルタゴが建設されると、イベリア半島の貴金属貿易の主導権は、フェニキア本国であるテュロスからカルタゴに移った。西アフリカでは、ガーナ王国が8世紀から金の産出で有名となった。

### 南アジア

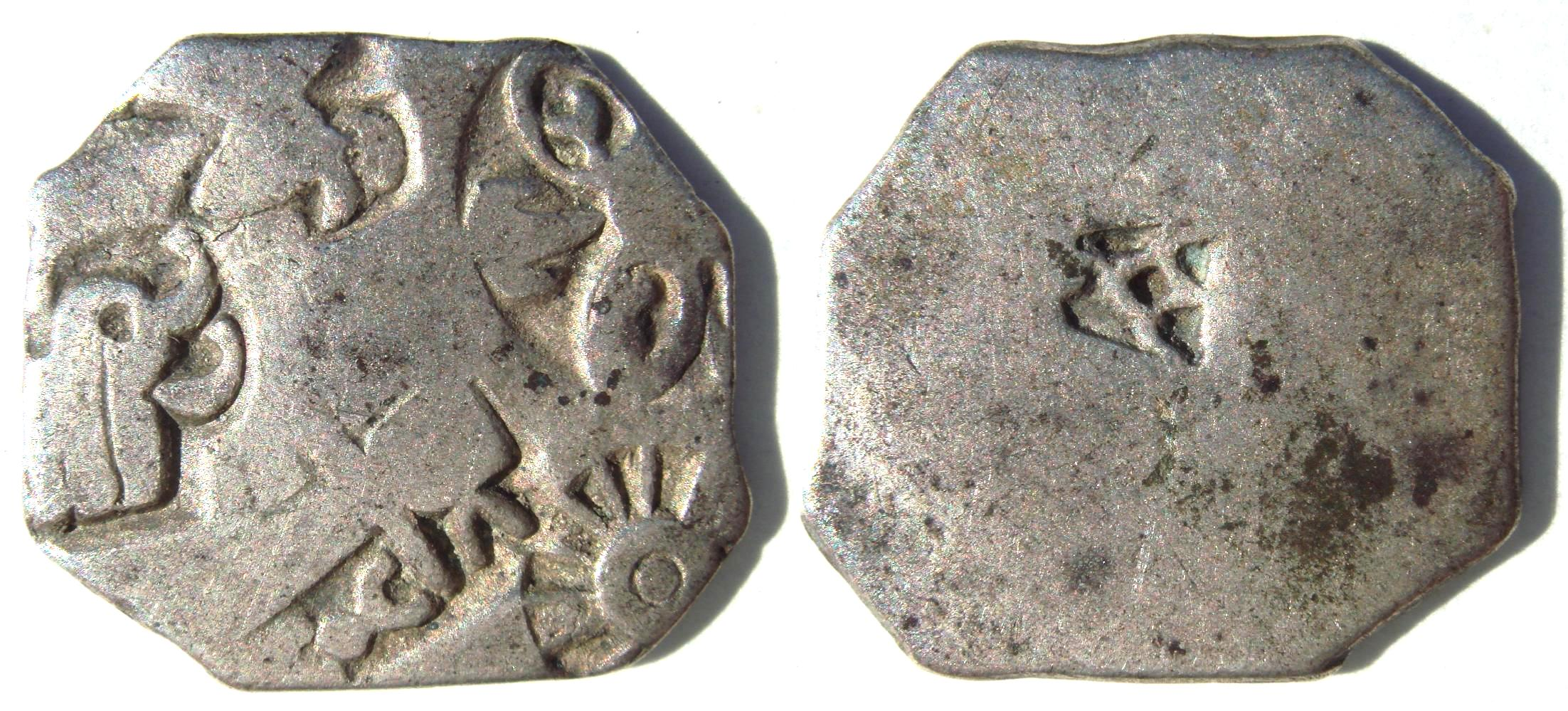
マウリヤ朝の銀貨

インドでは十六大国の時代に交易が盛んになり、この時期に金属貨幣の使用も始まった。打刻印のある楕円形や方形の硬貨があり、初期には銘文はなく文様の打刻のみがあった。高額取引には銀、小額取引には銅貨を使った。初期は商人が発行していたとされるが、やがて国家が発行権を独占した。ペルシア帝国の属州となった北西インドでは、インド様式の硬貨とともにダリク金貨やシグロス銀貨も流通した。マウリヤ朝の時代にはパナ銀貨やマーシャカ銅貨が使われて、重量を統一した打刻銀貨が多くの地域で発行された。マウリヤ朝では官吏の給与は貨幣額で表示され、刑罰は多くが罰金刑とされた。マウリヤにはペルシア、ヘレニズム諸国、ギリシャなどからの硬貨も流入していた。

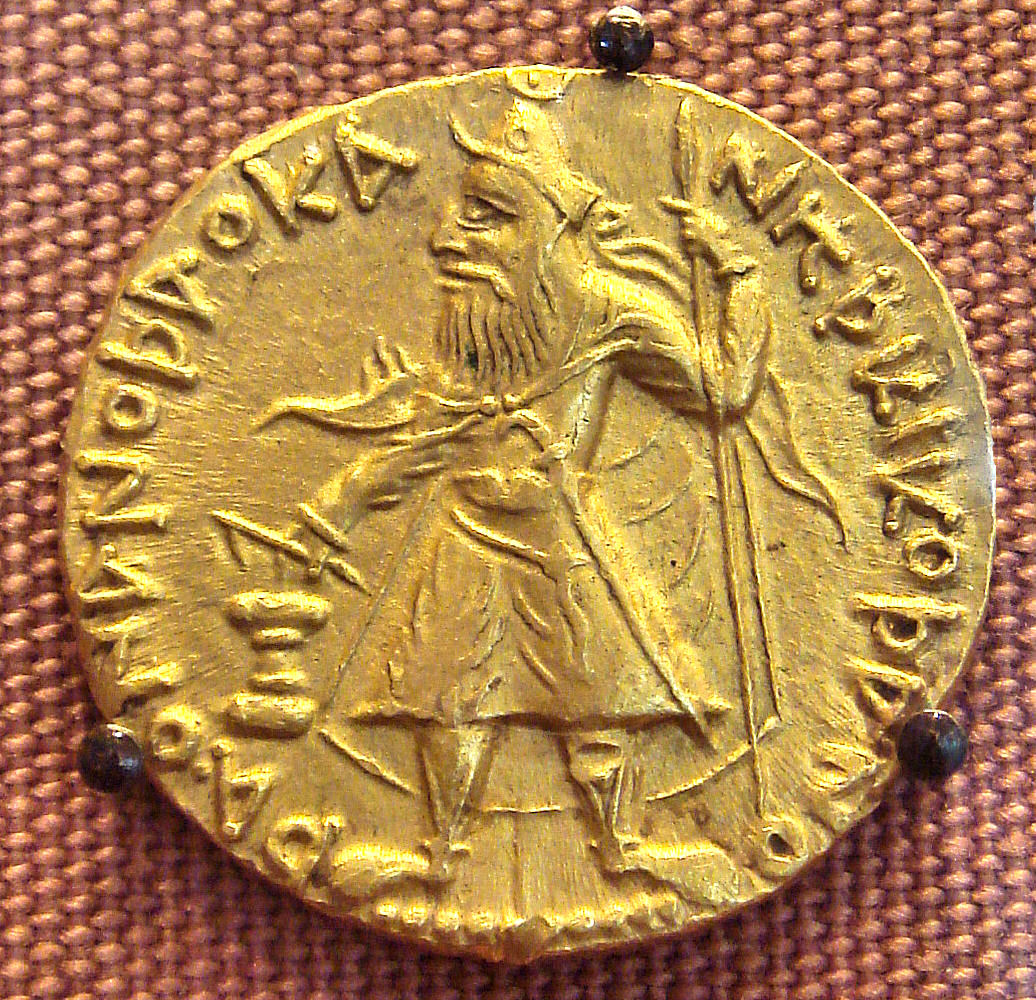
カニシカ1世の発行した金貨

紀元前2世紀からギリシャ人によってインド・グリーク朝が建国され、ギリシャ様式の硬貨が発行されてインドの硬貨に影響を与えた。この時代からインドの硬貨に文字が刻まれるようになった。クシャーナ朝のカニシカ1世は、ローマとの貿易で流入したローマのアウレウス金貨を鋳つぶして、自らの様式で金貨を発行した。ガンジス川流域では紀元前1世紀からグプタ朝建国の4世紀までの間にいくつもの王国が建ち、ミトラ貨幣と総称される銀貨や銅貨が各地で発行された。これらの貨幣は王名が刻まれており、「ミトラ」という語尾を持つ共通点があった。デカン高原のサータヴァーハナ朝はギリシャ、アラビア、中国とも貿易を行い、サータヴァーハナ朝の貨幣は外国でも使われた。グプタ朝は金、銀、銅貨を発行し、初期の金貨はクシャーナ朝の重量基準、のちにはスヴァルナと呼ぶ重量基準で計った。銀貨はシャカ・クシャトラカ勢力の様式を模倣した銀貨や、東インド向けの銀貨を発行した。金貨はディーナーラ、銅貨はルーパカと呼ばれ、金銀貨は高額取引に使い、日常の取引は銅貨やタカラガイおよび物々交換で行われた。449年から450年の碑文によれば、社会の上層に属する女性が金貨を施与した記録があり、地位によっては女性が財産を用いることができたと推測される。

### 東アジア

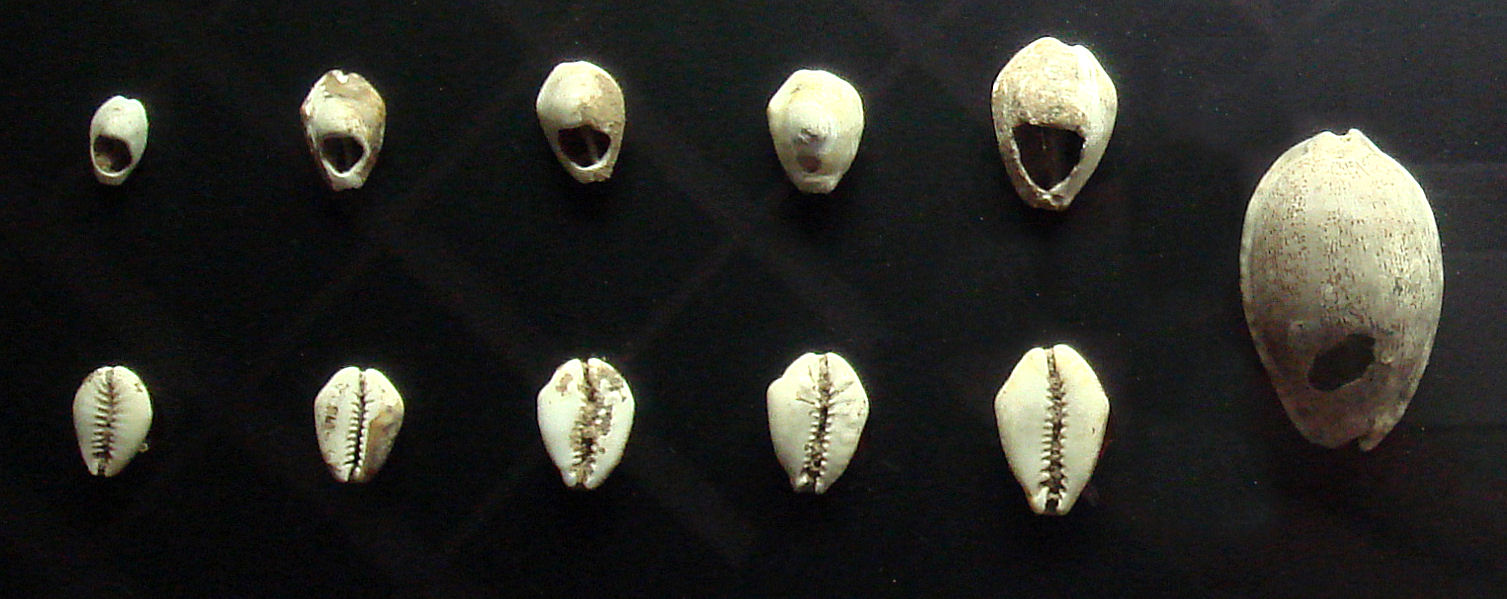
古代中国の貝貨

殷の時代に貝貨になったタカラガイは熱帯や亜熱帯の海で生息しており、南方で採取したものが運ばれていた。タカラガイを糸で5個つないだものを朋と呼び、殷末から周にかけて王朝では朋を下賜した。周時代にはタカラガイのほかに鼈甲などの亀甲が貨幣に使われた。

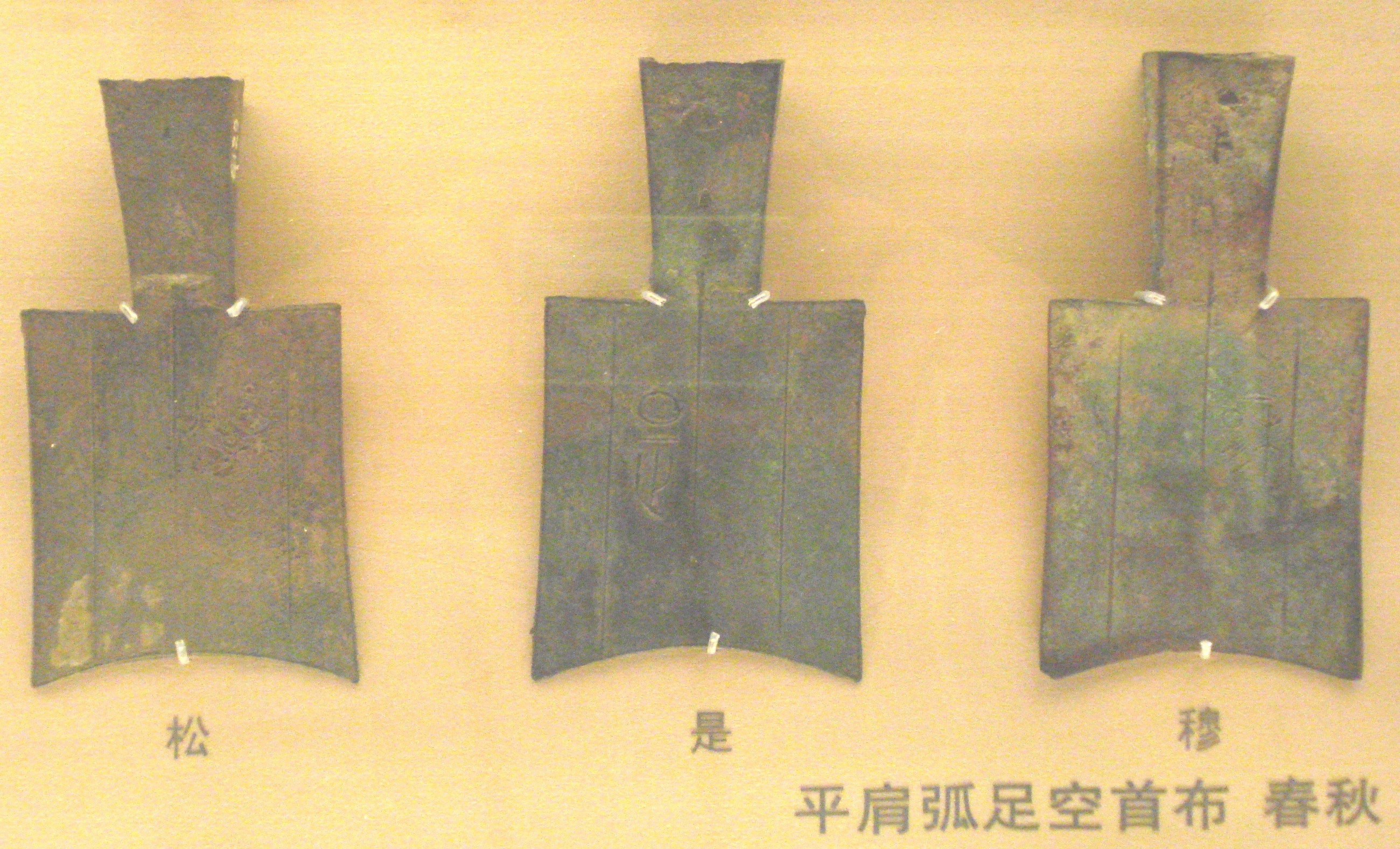
布貨

春秋時代には、タカラガイや亀甲をかたどった青銅貨として銅貝、刀貨、布貨が作られた。戦国時代にこれらの鋳貨が普及し、秦は度量衡を統一して銅銭の半両銭を貨幣重量の基準とした。秦から前漢の時代にかけては金、銅貨、布帛が主流となり、前漢では五銖銭を発行した。やがて銅不足が起きたため、新王朝は銅貨の重量を減らして額面を高くするという名目貨幣化を進め、さらに名目貨幣制度の拡大と復古政策として宝貨制などを試みた。しかし政策は失敗して貨幣総量の減少、富裕層による前漢時代の五銖銭の退蔵、名目貨幣の流通の失敗、穀物や布帛など物品貨幣の増加が起きた。経済の混乱は、後漢の五銖銭の再発行まで続いた。後漢の滅亡後は、董卓によって五銖銭が董卓小銭という硬貨に改鋳されたが、銘文や研磨などの処理がされていない悪貨だったためインフレーションを招いた。
魏晋南北朝の時代に価値基準として五銖銭の表示が復活し、隋は五銖銭の発行を再開した。隋の楊堅は関所で銅銭を確認させ、新しい五銖銭の流通を進めようとした。隋の貨幣統一政策はのちの唐にも引き継がれた。しかし銅不足は解消されず、物品貨幣である布帛、穀物、塩の流通が盛んとなった。やがて銭の不足によって鉄片、裁断した革、重ねた紙なども貨幣として流通するようになるが、唐の開元通宝の発行により混乱は収束した。開元通宝によって10銭＝24銖＝1両という比率が確立した。布帛は中国のほかに日本、朝鮮などでも貨幣となった。8世紀の中央アジアは絹が帛練と呼ばれる物品貨幣にもなり、絹の品質に応じて価格帯が定められた。唐の滅亡にともない五代十国時代になると銅が不足して、十国では硬貨の不足が激しくなり鉛貨と鉄貨が中心となった。

### ギリシャ、ヘレニズム

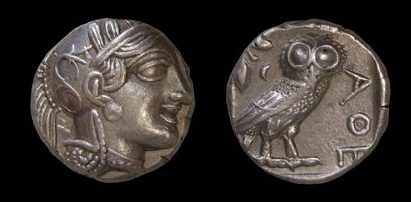
古代アテナイのテトラドラクマ銀貨

古代ギリシャの叙事詩である『イリアス』や『オデュッセイア』では牡牛が価値の尺度になっている。12頭の価値のある鼎、4頭の価値のある女奴隷などの表現があり、支払いには青銅と黄金が使われていた。
ヨーロッパでの最初の硬貨は、古代ギリシャの都市国家であるポリスで急速に普及した。西アジアのリュディアの影響を受けてアイギナでギリシャ最初の銀貨であるスタテルが作られた。紀元前6世紀には南エーゲ海や中央ギリシャ、テッサリアで採用されて交易圏を形成した。リュディアがエレクトラムから分離した金貨を作ると、それをもとにタソスでも金貨を使った。ポリスはそれぞれ異なる貨幣を発行し、大部分が銀貨であり、金貨は王制の貨幣に限られ、銅貨は少なかった。ラウリオン銀山をもつアテナイが最も銀貨を発行して経済力を持った。アテナイはアイギナとは異なる基準の銀貨を発行し経済を主導した。アテナイを中心に海上貿易が盛んになり、ドラクマをはじめとするギリシャの銀貨、アケメネス朝ペルシアの金貨であるダリク、キュジコスのエレクトロン貨などで取引が行われた。小額の貨幣としてはアルゴスやスパルタで鉄貨が流通し、鉄鉱山を持つスパルタはリュクルゴスの時代に鉄棒を唯一の貨幣と定めて、貴金属は国家が独占した。アテナイはポリス内にも貨幣を普及させ、公共事業や民会、陪審に参加する市民にオボルス銀貨を支給する制度が始まった。この制度で貧しい市民もポリスの市場で食料を買えるようになり、富裕市民の公共奉仕も貨幣化されていった。アテナイの貨幣単位には、タラントン、ムナ、ドラクマ、オボルスがあり、タラントンやムナは計算用の貨幣だった。
ギリシャではポリスごとに異なる貨幣を発行したため、両替商が重要な役割を持った。両替商は財産の保管を行いつつ、預けられた金を元手に貸付も始め、銀行も成立した。こうした両替商や銀行は、仕事に使っていたトラペザという机にちなんでトラペジーテースと呼ばれた。
マケドニアではピリッポス2世時代にパンガイオンで産出する金からスタテルを発行した。このスタテルが銀中心のギリシャで大きな資金源となり、重量もペルシャの8.4グラムに対して8.7グラムと優れており、大量のギリシャ人傭兵を雇うことを可能とした。アレクサンドル3世は豊富な資金を背景にギリシャ諸都市を征服して貴金属を押収し、各地に造幣所を建設して金貨を発行した。アレクサンドロス3世の征服によって各地から金が運ばれて金貨が急増し、これが最古のインフレーションの記録とも言われる。

### ローマ

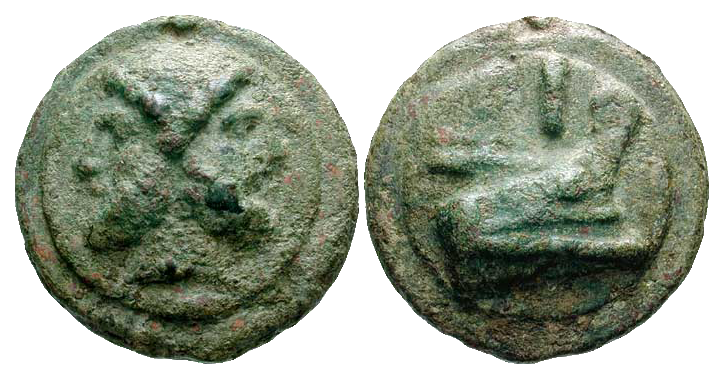
紀元前240年から225年ごろのアス

古代ローマでは青銅貨のアスが最初に作られ、ギリシャの様式を採用した。ギリシアのポリスはそれぞれが独自の貨幣を発行していたが、ローマは各地を征服して単一の政治機構のもとで貨幣制度を統一した。ギリシャ都市間の戦争は賠償金の支払いが主であったが、ローマは征服した都市を従属下に置くという違いがあった。初期の貨幣のデザインはギリシャと同様だったが、戦争や権力者など図像が増えていった。ローマの造幣は元老院の造幣委員が担当しており、定員は毎年3人でキャリアの最初につく最下位の公職だった。
ローマは銀行制度もギリシャから引き継ぎ、地域の取引のための両替を行った。帝政に入ると金銀複本位制となり、銀貨のデナリウスが発行されたが、軍費調達や財政再建の目的で発行を増やしたために質が低下してインフレーションを起こした。帝政期にはインド洋交易が盛んになり、アウグストゥス帝からトラヤヌス帝の時代のアウレウス金貨やデナリウス銀貨が当時の遺跡から発見されている。ローマはカルタゴの支配下にあったイベリア半島を征服し、金山や銀山で奴隷を採掘に使役した。

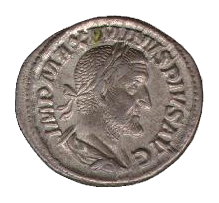
デナリウス貨

ローマ帝国は兵士の給与に銀貨を大量に使ったため、地中海世界では銀貨、および銀貨を補う高額通貨の金貨と、小額通貨の銅貨が定着した。ローマ軍団兵の給与は塩で給付され、それがサラリーの語源であるとの説があるが俗説の域を出ない。salariumは兵士ではなく高位の役職者に対して定期的に支払われる給与であり、なぜsal（塩）を語源にしているのかは文献的・歴史的には確定できない。アウグストゥスによって地中海が統一されると貿易が盛んになり、インド洋向けの貿易で金貨・銀貨が大量に輸出された。ティベリウス時代には金貨の流出を防止する政策を行なったが、効果はなかった。

### 古代の貨幣論
中国では、春秋戦国時代から漢代にかけて多くの貨幣論が書かれた。春秋戦国時代の出来事をもとに書かれた『国語』に登場する穆公は、基準通貨と補助通貨の2種類の貨幣で調整をするという子母相権論を説いた。『墨子』では刀貨と穀物価格の関係を論じており、『孟子』では一物一価の法則への反論がなされている。司馬遷は『史記』の貨殖列伝で范蠡の逸話を通して物価の変動を説き、『管子』は君主による価格統制をすすめている。
インドではマウリヤ朝時代にカウティリヤが『実利論』で貨幣の政策について書いており、使用する銅貨の指定がある。
ギリシャの貨幣論は、プラトンの『国家』、アリストテレスの『政治学』や『ニコマコス倫理学』などに見られる。クセノポンは『歳入論』でペロポネソス戦争敗北後のアテナイの財政再建について書き、貿易振興による関税、在留外国人であるメトイコイの優遇による人頭税、ラウレイオン銀山の再開発による貨幣発行益を提案した。

## 中世

### 西アジア、北アフリカ

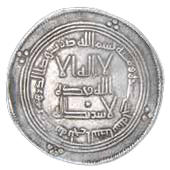
ウマイヤ朝のディルハム貨

イスラーム帝国のウマイヤ朝は、ビザンツ帝国とサーサーン朝ペルシアから領土を獲得し、それぞれの金本位制と銀本位制を引き継いだ。当初はビザンツのソリドゥス金貨とフォリス銅貨、サーサーン朝のドラクマ銀貨が模倣され、肖像が打刻されていた。アブドゥルマリクの時代に貨幣制度が整えられ、肖像は消えてイスラーム世界の貨幣のデザインが確立されてゆき、金貨のディナール、銀貨のディルハム、銅貨のファルス (貨幣)が定められた。金貨はビザンツのノミスマにならいつつ、独自の重量を採用した。銀貨はサーサーン朝のディレムにならって発行し、銅貨は小額取引用とされ、金貨と銀貨はダマスクスの造幣所で発行されて地方へ広まった。イスラーム経済では等価・等量の交換を重視することから、金貨や銀貨の質が安定しており、ヨーロッパでも信用の高い貨幣として扱われた。アッバース朝では金銀複本位制となり、征服地に退蔵されていた金の利用、サハラ交易で運ばれる西スーダンの金、金鉱での新たな金の獲得、そして技術の向上によって金貨の造幣が活発となり、9世紀から金貨が普及した。金貨は貿易の決済として重要とされ、長期間にわたって質が保たれ、銀貨との交換比率が安定していた。アッバース朝のもとで地中海やインド洋の商業は急増したが、次第に金銀の供給が不足したため、小切手、為替手形、銀行が普及した。サッラーフ（ṣarrāf）と呼ばれる両替商は、小規模な業者はスークで両替や旧貨と新貨の交換を行い、大規模になると銀行業として王朝やマムルークに融資を行った。私有財産を寄進するワクフ制度にも貨幣が使われるようになり、現金を寄進して利子収入を得る行為も行われた。ワクフの管財人は抵当や保証人をつけて貸した。
10世紀のファーティマ朝時代に銀不足が深刻化し、12世紀のアイユーブ朝時代には金貨の重量基準が変更され、かわって銀貨が中心となる。イスラーム世界における金銀の不足は、15世紀のエジプトでファルス銅貨のインフレーションと穀物価格の高騰などの経済危機につながる。銅貨はファーティマ朝時代には地方当局が発行できるようになっていたため重量が安定せず、アイユーブ朝になると金銀貨との交換比率が定められ、貨幣制度が混乱した。さらにファルス銅貨とは別にディルハム銅貨という計算用の貨幣が導入されると貨幣相場の変動が激しくなり、実際にファルスを用いていた民衆に混乱をもたらした。
オスマン帝国はオルハンの時代に、ビザンツ帝国の銀貨を参考にアクチェ銀貨を発行した。そして支配領域にティマール制を定めて、各地の騎士に徴税権を与える代わりに軍事義務を課した。ティマール制とは2万アクチェ以下の小額の徴税権がティマールと呼ばれたことに由来しており、高額の徴税権はゼアーメト（zeamet、2万アクチェ以上10万アクチェ未満）やハス（has、10万アクチェ以上）と呼ばれた。ティマールの額は戦場での働きによって増減したため、戦場には書記が同行して軍功を記録して証明書を発行した。

### サブサハラアフリカ
ザンベジ川・リンポポ川流域の高原で金が産出され、インド洋との貿易を行った。この地域についてはイスラーム地理学者のマスウーディーが記録を残している。アフリカ西部のニジェール川流域では、サハラの銅やセネガル川からの砂金を運ぶサハラ交易が行われていた。サハラ砂漠の岩塩が運ばれてニジェール川の金と取り引きされ、地中海へ金が運ばれた。マリの王は大規模なキャラバンでマッカ巡礼を行い、中でもマンサ・ムーサは大量の黄金をもたらしたことで知られ、金を喜捨したためにカイロの金相場が下落した。ガーナ王国のセネガル川上流から金の産出は古代から続いており、金の産出地は東へと移っていった。
インド洋のタカラガイはアフリカに運ばれて貝貨となった。早くは9世紀頃にはモルディブ諸島で産するタカラガイが西に運ばれていたと推測される。陸路では、ベルベル人やアラブ人、トゥアレグ族がニジェール川の流域に運ぶルートと、ギニア海岸に運ぶルートがあった。タカラガイはシャバやザンビアで流通して、13世紀にはニジェール川流域のマリ帝国、14世紀には西アフリカのダホメ王国や中央アフリカのコンゴ王国にも運ばれて貨幣となった。ベニンやアルドラには16世紀からポルトガルが進出していたため、貝貨の単位にもトクエ、ガリンハ、カベスなどポルトガル語が付けられた。ギニア海岸では、ポルトガルによって王室の紋章を捺印した布も貨幣となった。

### 東アジア

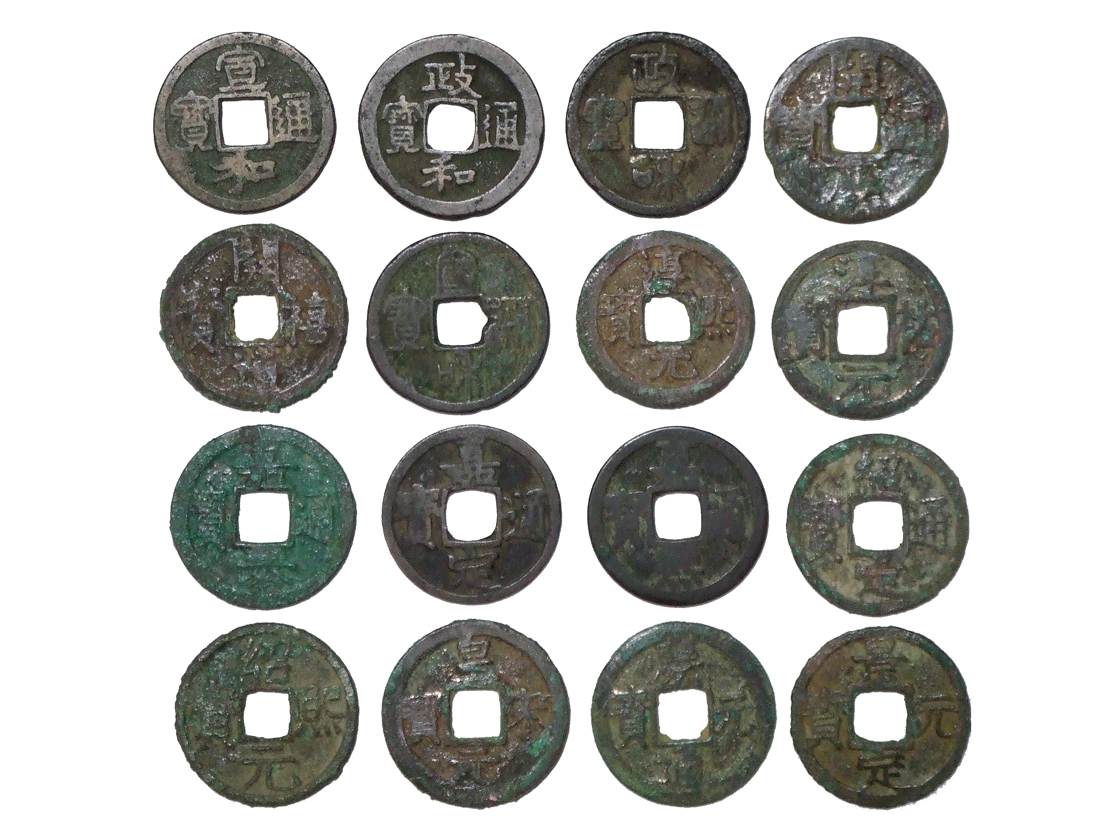
北宋銭（左上3枚）南宋銭（その他）

中国を統一した宋は悪貨や私鋳を取り締まり、銅貨の宋銭を大量に発行する。しかし物価は安定せず、銭荒と呼ばれた。宋銭は貿易で輸出されて、遼、西夏、金、高麗、日本、安南、ジャワなどに流入し、それぞれの国内でも貨幣として流通した。
宋銭が普及した地域では、宋銭が不足すると民間や政府が硬貨を発行した。各国でも中国の銭と同様のデザインで銅貨が発行された。朝鮮王朝では朝鮮通宝、ベトナムでは前黎朝の太平興宝や天福通宝、陳朝の大治通宝がある。琉球王国では15世紀後半に大世通宝、世高通宝、金円世宝という銅貨が発行されたとされる。日本では中国の銭を模した銅貨の他に、円形で孔があるだけの無文銭も発行された。硬貨の普及は、それまでの現物納税にかわって硬貨で納税をする代銭納のきっかけにもなった。日本、中国、朝鮮では16世紀までの地域市場において物品貨幣も取引に使った。中国では竹や布の貨幣が作られたり、日本では貫高制にかわって米の収穫量にもとづく石高制が普及する一因にもなった。

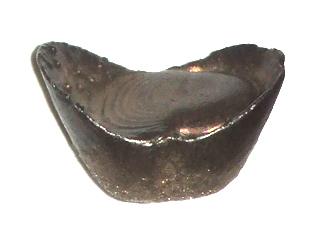
小型銀錠

宋ののちのモンゴル帝国は、銀錠と呼ばれる秤量銀貨と絹糸による税制を定めて、元にも引き継がれた。元は交鈔と呼ばれる紙幣を流通させつつ、貴金属の私的な取引を禁じ、銅貨の国内使用もたびたび禁じた。元の王族や領主は、銀錠をオルトクと呼ばれる特権商人に与えて管理貿易に運用させた。当時のインドでは、貿易の支払いに中国からの銀が用いられた記録があり、銀が西へと流れていたことを示している。元は銀を確保するために、貴金属が豊富な雲南の大理国に雲南・大理遠征も行っている。
管理貿易による貴金属輸出は続き、銀や銅はモンゴル帝国の領土拡大にともなってユーラシア大陸の東西を横断して運ばれた。東から西の貴金属の流れはイスラーム世界やヨーロッパにも影響を与えた。イスラーム世界の銀不足は13世紀に解消されたが、14世紀から再び不足した。イギリスの銀貨発行は14世紀に急減し、イタリアでも銀不足が起きている。こうした現象は、元からの銀の流通増加と滅亡による停止が原因とされる。元の貿易ルートが衰えると、イスラーム世界とヨーロッパは再び銀不足に陥った。
元の末期には朱元璋（のちの明の洪武帝）が銅貨を発行し、明の成立後に洪武通宝を発行したが、元と同じく銅不足が続いた。明が発行した永楽通宝や宣徳通宝は海外へ流通し、日明貿易によって宋銭とともに室町時代の日本にも流入した。アメリカ大陸で採掘された貿易銀は、スペインのガレオン貿易で太平洋を経由して中国にも到達し、明は銀の交易圏に組み込まれる。16世紀以降は銀の流入が増え、銀の普及に大きな影響を与えた。

#### 紙幣の成立

至元通行寳鈔とその原版

世界初の紙幣は宋の交子とされる。当初は、銅が不足して鉄貨を用いていた四川において鉄貨の預り証として発行された。四川での成功を知った宋政府は交子の発行を官業とし、本銭（兌換準備金）や発行限度額を定めて交子を手形から紙幣に定めて官営の交子を流通させた。北宋を倒したモンゴル帝国のオゴデイは、江南が勢力外だった当初は銅が不足したため紙幣の交鈔を発行した。モンゴル帝国はクビライの時代に元が成立して、1260年に交鈔は法定通貨として流通を始める。交鈔の流通を拒んだり、偽造をする者は死罪となった。交鈔の製造法は、樹皮を薄くのばした上に銅版画を印刷し、皇帝の御璽を押して完成とするもので、300×200ミリを超えるサイズもあった。
モンゴル帝国の地方政権であるイルハン朝では、西アジア初の紙幣としてチャーヴ（鈔）が発行された。君主のガイハトゥが財政の再建を目的としたもので、交鈔を参考に作られており漢字も印刷されていた。金属貨幣を禁止してチャーヴを流通させようとしたが、当時のイスラーム社会には定着せず、2ヶ月で回収となった。元の後に成立した明も、銅不足のため1375年に紙幣の大明宝鈔を発行した。明は紙幣を国内用、銅貨を貿易用の貨幣としたが、紙幣は増発によって価値が下がり永楽帝の時代には崩壊し、銅貨や秤量銀貨の国内使用も解禁となった。日本では、後醍醐天皇が乾坤通宝という新貨を銅貨と紙幣（楮幣）で発行すると宣言したが、政権の崩壊で実現しなかった。

### 南アジア、東南アジア

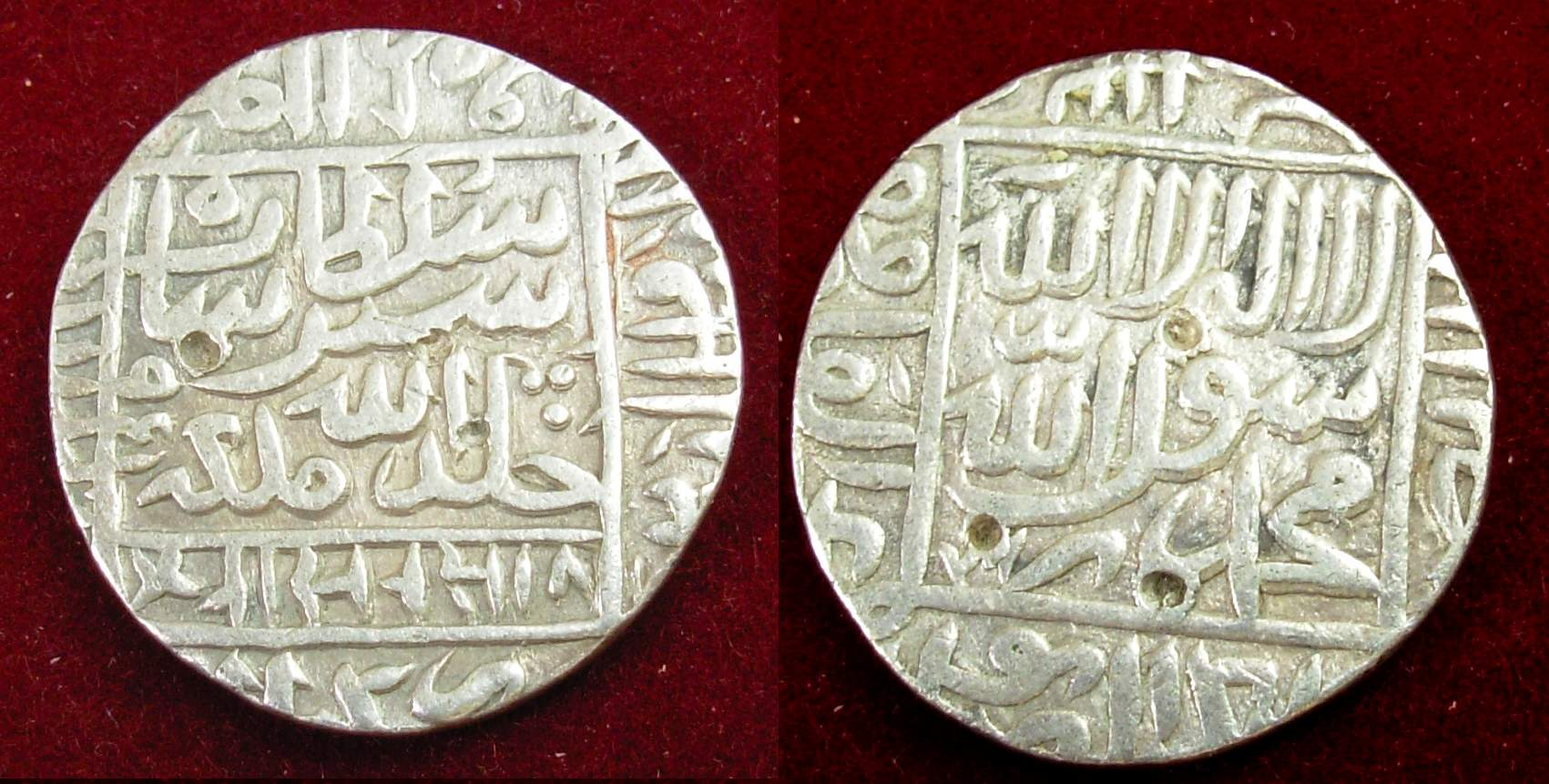
シェール・シャーによって発行されたルピー銀貨

古代から続いていた西アジア型の打刻硬貨の発行は、7世紀頃に減少する。金銀は硬貨よりも装飾品の素材となり、硬貨の含有率も低下した。モンゴル帝国が中国からペルシアにかけて統治するようになると海上貿易が増加した。紅海やペルシア湾からの馬が重要な輸出品となり、インドは西アジアから馬を輸入して中国からの銀で支払った。イスラーム世界は10世紀から銀不足が続いていたが、東から西へと銀が運ばれるにつれて13世紀に銀不足は解消された。イスラーム世界やヨーロッパでは、東方からの銀で14世紀から銀貨の造幣が増加したが、元の貿易ルートが衰えると再び銀不足に陥った。スール朝のシェール・シャーの時代に銀含有率の高いルーパヤと金貨、銅貨が発行され、ムガル帝国のアクバルの時代にルピー銀貨の品質が確立された。この制度は金貨やダーム銅貨にも採用が進み、金貨、銀貨、銅貨が採用された。金貨は贈答用や貯蔵用、銀貨は納税用、銅貨は小額の取引用であり、農民が納税するために商人や両替商が活動した。
モルディブ諸島や雲南で産するタカラガイは、地元で小額用の貝貨として使われたほかに、10世紀頃からインド洋から東アフリカの海岸に運ばれて貨幣となった。
カンボジアのクメール王朝では、塩が海水由来と岩塩に分けられ、特産の塩が貨幣としても流通した。市場での支払いには米、穀物、布などを使い、高額の取引には金銀を使った。その他にも貨幣となる財貨や作物は多種多様だった。

### ヨーロッパ

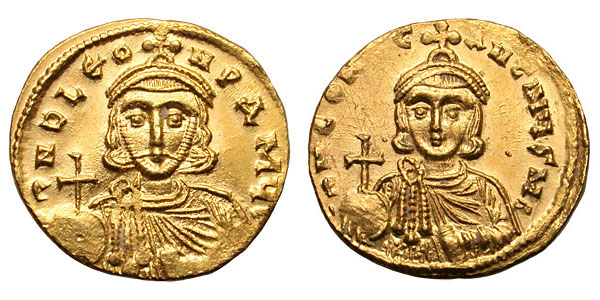
レオーン3世とコンスタンティノス5世を描いたノミスマ

ローマ帝国崩壊後に西ヨーロッパを統一したフランク王国は、デナリウスを作って銀貨の重量を上積みし、度量衡の改革を行った。またカール大帝の時代には造幣権を国家の独占とした。その理由として、東方の金貨に対する対策、銀鉱の開発、飢饉時の穀物価格高騰に対する購買力強化などがあげられる。銀貨の上積みはその後も続いたため、小額取引用のオボルスも発行された。カロリング朝ではリブラという計算用の貨幣単位によって金銀貨の比価が定められ、中世ヨーロッパの貨幣制度の基本となった。イングランドでは王の造幣権や計算体系は維持されたが、大陸諸国では領主や都市も独自の貨幣を発行し、同じ名称の貨幣でも異なる計算体系を用いるなど複雑になった。東地中海ではビザンツ帝国がノミスマ金貨を発行し、ローマ帝国のソリドゥス金貨を引き継ぐものとして流通した。

#### 北ヨーロッパ
イスラーム世界からの貨幣がヨーロッパにも流入し、ヴァイキングの交易によってスカンジナビアにも中央アジアで発行された大型のイスラーム貨幣等が貯蔵された。9世紀のバルト海沿岸では、ウマイヤ朝の度量衡にもとづいた分銅が普及して、同時代の西ヨーロッパの硬貨よりも高い精度を保った。交易港であるビルカ、ヘーゼビュー、ゴットランド島では、分銅で測られた銀製の装飾品や、イスラームのディナール銀貨を秤量貨幣として使った。分銅が価値尺度としての貨幣の機能を持ち、秤量銀貨が支払い手段の貨幣の機能を担ったため、硬貨の造幣は基本的に行われなかった。

#### 信用取引とバンク・マネー
日常の取引で小額面の貨幣が必要だったが、銀貨は高額なため適さず、各地で現金を使わない信用取引や物品貨幣が増加した。小規模な市場町では口頭で信用取引が行われ、イスラーム世界の小切手や為替手形に接していたイタリアの諸都市では13世紀に預金銀行、為替手形、振替、複式簿記が普及した。為替手形はカトリック教会の利子禁止を回避するためにも使われ、為替市場では各都市が発行した貨幣を取り引きした。計算貨幣を尺度とする信用決済が普及して、バンク・マネー（銀行貨幣）と呼ばれた。大市で為替市場が建つようになり、シャンパーニュ、リヨン、ジュネーヴ、ジェノヴァ、カスティーリャ、ピアチェンツァ、ブリュージュ、アントウェルペンなどの大市には外国為替市場の機能もあった。両替商からは高利貸や銀行家として発展をとげる者が出始め、大銀行家から君主になったメディチ家もそのひとつである。預金銀行は中流商人による事業で、14世紀には大商人による小切手の原型が流通する。こうした手法は現金輸送の節約に役立ったが、貴金属の不足が続いて硬貨の供給は追いつかず、14世紀から15世紀にかけて深刻になった。

#### 国庫制度
中世では国庫の制度が始まった。イギリスではヘンリー1世時代に国王の財務機関として国庫が定められ、国王は融資の際にタリー・スティックと呼ばれる木製の割符を発行した。割符を2つに割って債権者と債務者が管理し、債権者にとっては国庫への貸付証明であり、国庫にとっては債務証書となった。

### アメリカ

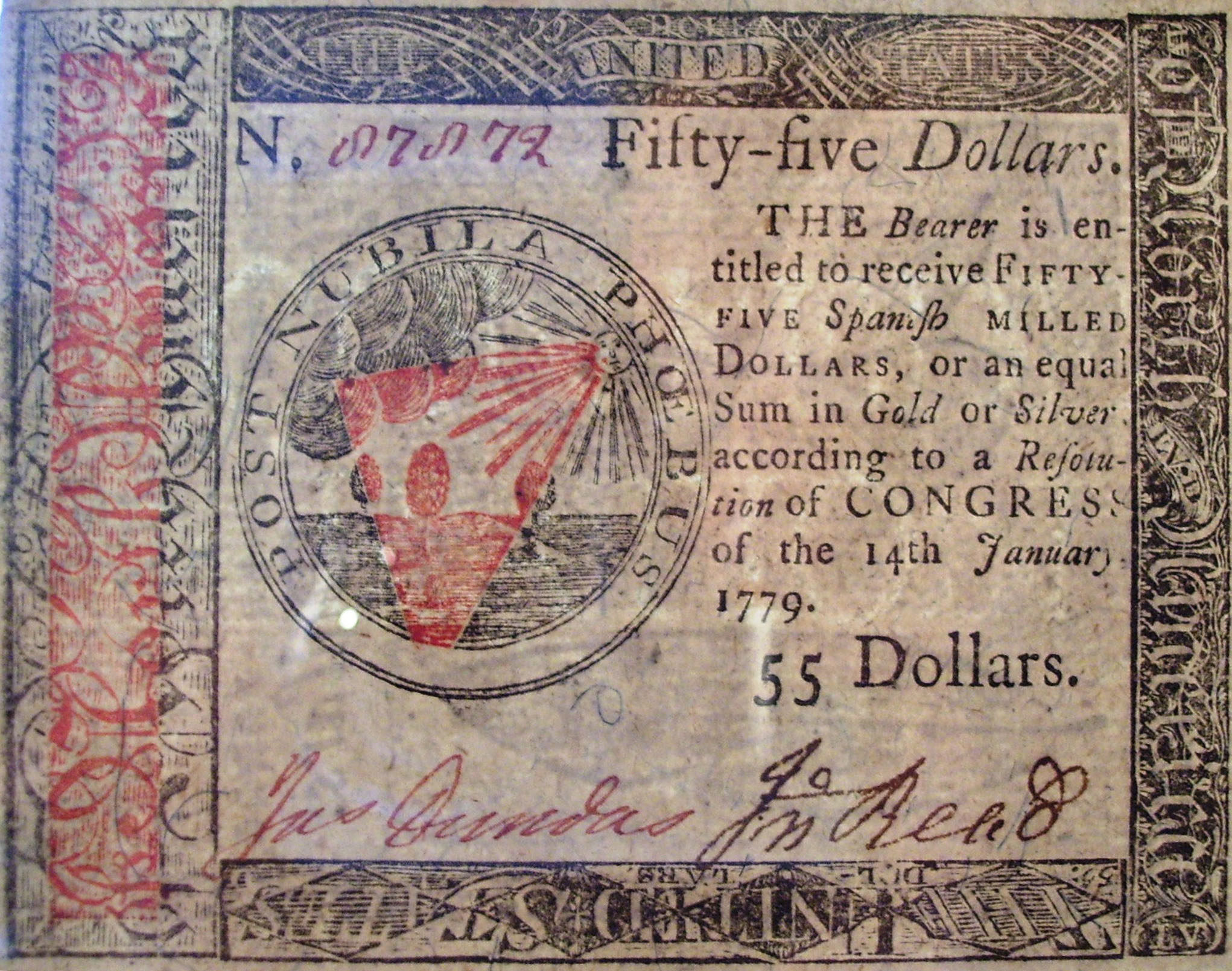
55ドルの大陸紙幣。1779年。

#### 南アメリカ
アンデス文明を統一したインカは、各地を編入する一方で、北方の貨幣や交易商人は全国的な制度に取り入れずに残した。北方では、3種類の貨幣が使われていた。チャキーラと呼ばれる骨製のビーズ紐は、エクアドル高地で使われた。金貨にはチャグァルというボタン状のものがあった。アチャス・モネーダスと呼ばれる銅製の斧は、十進法にもとづいて作られてエクアドルやペルーの海岸で使われた。

#### 北アメリカ

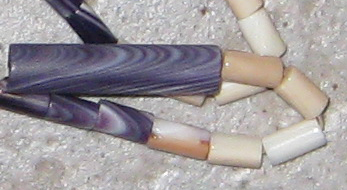
ホンビノスガイとバイ貝で作られたワムパム

北アメリカ東部の海岸沿いのレナペ族などの先住民は、ポーマノック（ロングアイランド）で採れる貝からワムパムというビーズの装身具を作り、内陸の部族との交易や、情報の伝達に使った。また、日常取引に必要な硬貨が不足すると物品貨幣によって補われる場合もあった。メソアメリカのマヤ文明やアステカでは果実であるカカオが貨幣としても流通して、カカオ産地のソコヌスコは重要とされた。アステカではカカオ豆の貨幣は個数で計算され、市場での取り引きや賃金に使われた。カカオの飲食は貴族、戦士、商人（ポチテカ）などの階級に限られていた。マヤ低地ではカカオの他に海の貝で作った数珠、石の数珠玉、銅製の鈴、翡翠の数珠などが貨幣の役割を持った。カカオはのちにチョコレートの原料としてヨーロッパ向けの輸出品となる。アメリカ大陸の貨幣制度は、ヨーロッパとの接触によって次第に消滅するか大きく変化した。

### 中世の貨幣論
イスラーム世界ではアッバース朝以降に商業書が多数書かれ、中でもディマシュキーの『商業の功徳』が有名である。ディマシュキーは、度量衡や貴金属についての貨幣論を書いており、ヨーロッパの商業学にも影響を与えた。15世紀エジプトの歴史学者マクリーズィーは、金銀を取引の中心にすえて貨幣政策を行うように主張しており、現在の貨幣数量説に近い。
ヨーロッパでは、ニコル・オレームがシャルル5世の貨幣政策に影響を与えた。オレームは貨幣の改鋳を分類し、(1)形態の変化、(2)比価の変化、(3)価格の変化、(4)重量の変化、(5)素材の変化とした。当時は君主によって改鋳が行われていたが、オレームは基本的に改鋳を禁じ、貴金属の不足や公共費用の支出などが発生した場合に例外的に認めるべきとした。フィレンツェのペゴロッティは商業書『商業実務』において中国との貿易を説明しており、貨幣レートについても記録している。

## 近世

### ヨーロッパ、ロシア
東洋の財貨を求める航海は貨幣にも多大な影響をもたらした。クリストファー・コロンブスはマルコ・ポーロの『東方見聞録』の愛読者であり、東洋への航海としてツィパング、次にカタイに到着する計画を立てる。計画はイサベル1世の興味を惹き、コロンブスはスペイン王室と協約を結んで東洋の真珠、金、銀、貴石、香辛料を入手すべく出航し、アメリカ大陸に到着した。スペインやポルトガルのアメリカ大陸到着はスペインによるアメリカ大陸の植民地化やポルトガルによるアメリカ大陸の植民地化にもつながり、重金主義の政策が普及した。スペインのカスティーリャ王国は、アメリカ大陸の植民地化によって金銀を獲得し、スペインのエスクード金貨やレアル銀貨が国際的な貨幣として流通した。アメリカ大陸からの金銀流入は、価格革命と呼ばれる現象の一因とも言われる。
イタリアの諸都市に利益をもたらしていた金融技術は北方にも伝わった。17世紀には、大市が持っていた為替市場の機能が銀行と取引所に移り、金融の中心地は地中海から北西ヨーロッパに移った。各国から商人が集まっていたアントウェルペンやニュルンベルクが国際金融取引の中心となり、のちにアムステルダムに移る。アムステルダムは17世紀に2種類の銀貨を発行し、銀の含有率が少ない国内用銀貨と、銀の含有率が高い貿易用の銀貨に分けられた。アムステルダム銀行はバンク・マネーであるグルデン・バンコ（gulden banco）で預金管理を行い、複雑化していた西ヨーロッパの計算体系をまとめた。アムステルダム銀行は利子の公認、為替手形の割引や裏書による譲渡、信用創造などによって、有力商人が占めていた分野に中層の商人も参加しやすくなった。

#### 銀行券、中央銀行の成立

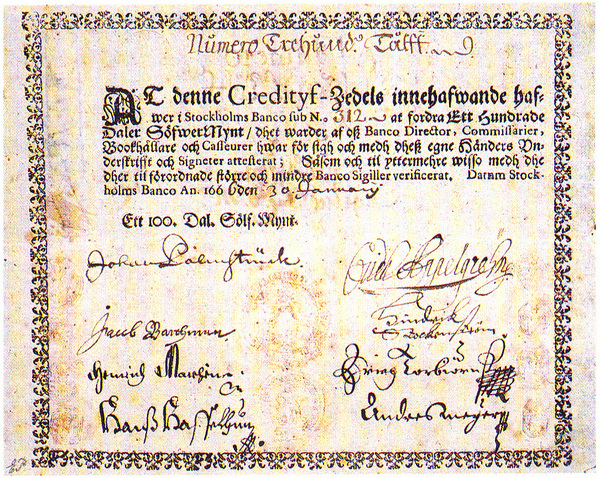
ストックホルム銀行券

スペインがアメリカ大陸からもたらした金銀が一因となり、16世紀に価格革命と呼ばれる現象が進む。西ヨーロッパの価格は高騰し、人々は盗難や磨耗の危険を避けるために貴金属細工商である金匠に金銀を預け、預り証として証書を受け取った。この証書はゴールドスミス・ノート（金匠手形）とも呼ばれて銀行券の原型となる。金匠手形は金額や発行者名などが手書きのものが流通したが、やがて金匠銀行は王室への巨額の貸付を回収できず破綻した。
ヨーロッパで最初の紙幣は、スウェーデンで発行された。スウェーデンは戦費によって財政が疲弊して金銀が不足し、取り引きの中心は重量がかさんで運搬に不便な銅貨だった。その代わりとして民間銀行のストックホルム銀行が銀行券を発行し、政府の承認を受けた。のちにストックホルム銀行は破綻し、初の中央銀行であるスウェーデン国立銀行の設立につながる。

#### ロシア
ロシアは、西方はバルト海経由でヨーロッパとの貿易があり、東方ではトルコ、ペルシャ、清との貿易があった。15世紀以降はモスクワ大公国を中心として西方から銀を輸入し、東方の物産を輸入するために再輸出され、トルコとペルシャに対しては赤字が続いた。16世紀から東方への進出が始まり、その目的には金の発見も含まれていた。しかし金は発見されず、清との貿易が行われた。ロシアは18世紀の紙幣発行まで貴金属の不足が続き、ターラー銀貨をもとにしてエフィムキと呼ばれる銀貨も発行した。エカテリーナ2世の時代にはルーブル銀貨に兌換される紙幣を発行して、紙幣と銀貨の2本立てとしたが、紙幣の相場は下落した。政府はこの解決のために金本位制を検討し、農産物の輸出で利益を得ていた大農場経営の地主に反発を受けつつも、のちに金本位制を導入した。

### 西アジア
オスマン帝国では16世紀後半に戦費の増大とインフレの進行によって財政赤字が深刻となった。ペルーやメキシコから送られた銀がインフレの原因という説もある。対策として貨幣発行益を増やすために銀の含有率を減らした銀貨を発行したが、俸給を受け取る軍人の不満を呼んで暴動が起きた。そこで貨幣での納税と、人頭税の増額、徴税請負制の導入などが行われた。第2次ウィーン包囲（1683年）ののちにも税制や財政改革がなされ、新たな貨幣としてクルシュ銀貨が発行された。25.6グラムのうち銀含有量は16グラムの大型銀貨であり、18世紀後半までオスマン帝国の貨幣制度は安定した。

### 南アジア、東南アジア
ムガル帝国ではアクバルの時代にルピー銀貨が整えられ、アウラングゼーブ帝の時代にはアシュラフィー金貨とダーム銅貨の質も確立された。帝国各地に造幣所が建設され、地金を持参した者には5.6パーセントの手数料で造幣をして多数の硬貨が発行された。インドでは銀は産出しないが17世紀に銀貨が急増しており、国外からの銀の流入が影響を与えた。1591年以降にマネーサプライが急増して1639年まで続き、1640年から減少して1685年から再度増加した。
ムガル帝国では、両替商のサッラーフが為替手形や約束手形を発行した。手形は、豪商が穀物買付など多額の取引を行う際に使い、ペルシア語のバラートまたはヒンディー語でフンディーと呼ばれた。穀物商自身が両替商を兼ねることも多かった。
東南アジアでは9世紀から始まっていた宋銭の流通は、コーチシナ、マラッカ、ジャワなどで17世紀まで続いた。1570年代から貿易によって東南アジアに銀が大量に流入し、各地では香辛料などの現地産品を買い付けるために鉛銭などの小額面の貨幣も増加した。ベトナムでは16世紀に莫朝のもとで鉛貨や鉄貨が流通し、のちの黎朝はそれらを廃止しようとした。黎朝は景興通宝をはじめとする景興號錢や景興銭も発行した。スマトラの王朝であるアチェーとセレベスのマカッサルは金貨を発行して領内で流通させようとした。しかし商人は王朝の金貨よりもスペインのリアル銀貨を使い、金貨は流通しなかった。

### 東アジア

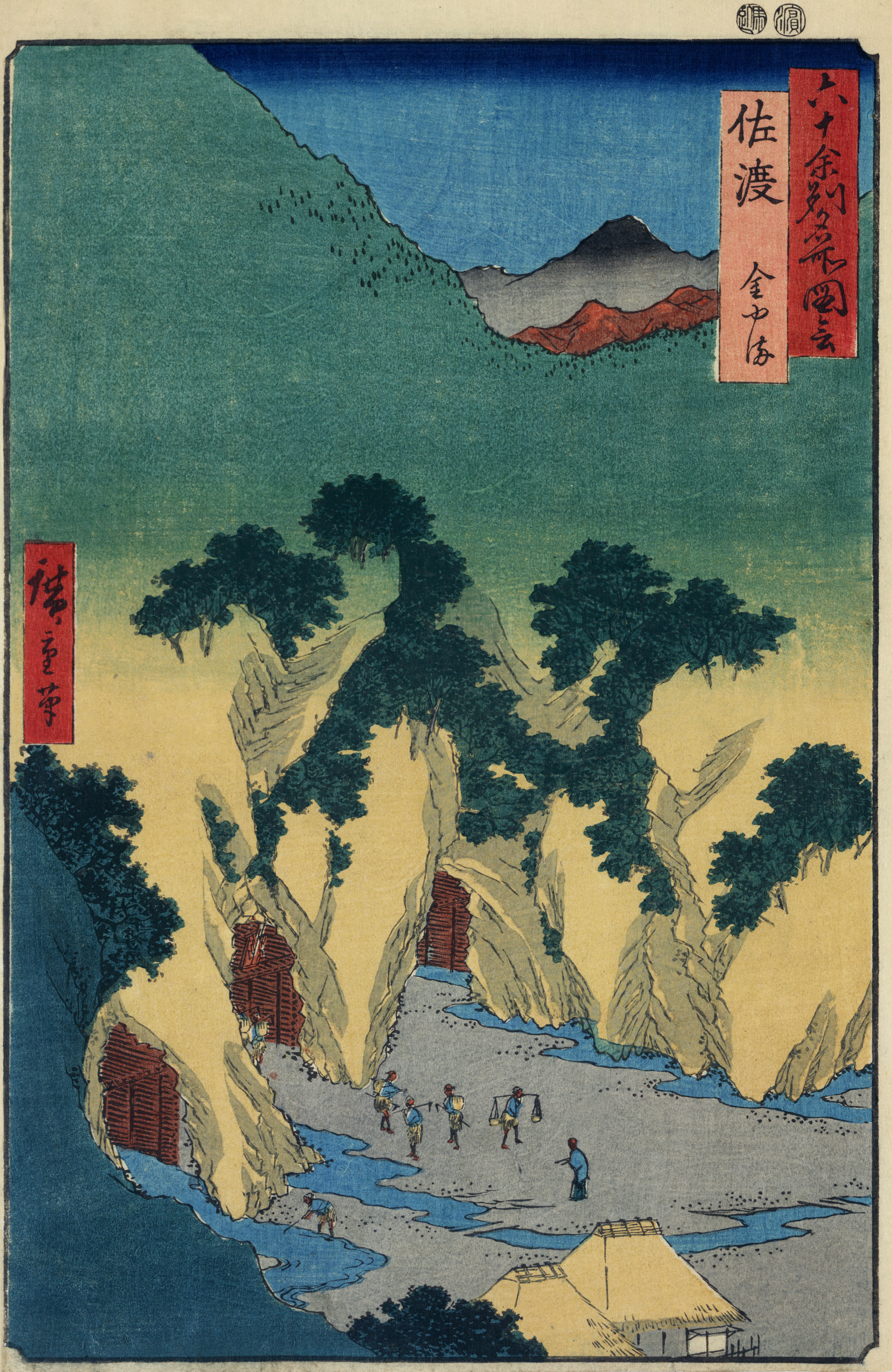
歌川広重の描いた佐渡金山

明は民間の富の蓄積を抑えるために銀の採掘を規制していたが、スペインがマニラへ運んだ銀が明にも5000トンほど持ち込まれ、貿易商人の豪華な生活は民衆の反発も招いた。明は一条鞭法という銀本位制によって銀と紙幣が普及して銅貨発行が衰え、日明貿易の断絶もあって日本向けの銅貨は停止する。日本では硬貨が不足し、硬貨を尺度とする貫高制から米を尺度とする石高制に移る一因にもなった。
日本は灰吹法によって精錬が向上して、石見銀山をはじめとして貴金属の産出が増加する。日本産の銀は倭銀とも呼ばれ、17世紀以降の日本は貴金属の産出地となり、ポルトガルはマカオ経由で日本と貿易を行った。17世紀前半に日本が輸出した銀は、世界全体の産銀量42万キログラムのうち20万に達した。江戸幕府による鎖国令後は、オランダ東インド会社が長崎貿易で金、銀、銅を取引した。中国の生糸は金、銀、銅を支払って輸入し、朝鮮の朝鮮人参や生糸の支払いに銀や銅を使った。こうして日本の貴金属は東アジアや東南アジアに流通して、メキシコからの銀と並んで世界の貿易に影響を与えた。出島に建設されたオランダ東インド会社の日本商館の純益は1位で、ほかの商館の欠損分を埋め合わせた。小判はクーバンとも呼ばれて商品名となり、日本から輸出された銅で作った銅貨も東南アジアに残されている。やがて幕府では貴金属の減少が問題となり、貿易を制限する定高貿易法や貨幣改鋳へとつながった。朝鮮王朝では常平通宝が発行された。
紙幣は、江戸時代の日本では羽書をはじめとする商人や寺社が発行した私札や、各藩が発行する藩札などの地域通貨が流通した。中国の清では、政府紙幣とは別に民間の紙幣である銭票も使った。銭票は穀物店、酒屋、雑貨屋などの商店が発行し、県を基本的な単位とする地域通貨として流通して鎮市などの市場町で使われて、季節に左右される農産物取引の貨幣受給を調整する役割を果たした。

### アメリカ

#### 南アメリカ

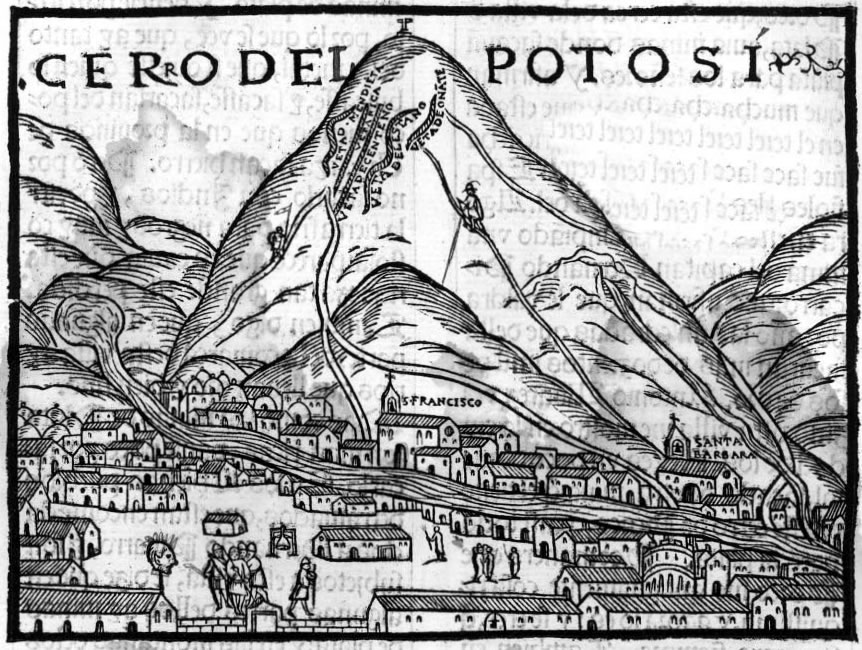
ポトシ銀山。シエサ・デ・レオンの記録による。1553年

スペイン人がアメリカ大陸に到達すると、フェルナンド2世は黄金のカスティーリヤ（カスティーリヤ・デ・オロ）と名付けて植民者を送った。フランシスコ・ピサロはインカ帝国に進軍し、アタワルパ皇帝を捕虜として金銀を身代金として集めたのちにアタワルパを処刑した。集められた金銀の工芸品はコンキスタドールたちが延べ棒に溶かして分配し、富を得た者はペルー成金（ペルレーロ）と呼ばれた。ペルーのポトシ銀山は富の代名詞となり、水銀アマルガム法の開発と、ペルー中部のワンカベリカでの水銀発見によって銀産出が増えた。インカ時代の労働制度にもとづくミタ制によって大量のインディオが鉱山労働に駆り出され、鉱山内での事故や水銀中毒による死亡が相次いだ。銀はポトシで貨幣や延べ棒になり、大西洋のインディアス海路でスペインへ運ばれた。しかしポトシの銀は太平洋経由でアジアにも運ばれ、のちにアジアへの銀輸送は禁止された。
アンデス東山脈のボゴタ高原周辺にはチブチャ人が住み、豊富な黄金を産出していた。首長が湖で行なった儀式をもとに、全身を金粉で包んだエル・ドラード（金色の王）またはエル・カシーケ・ドラド（金色の首長）と呼ばれる王の伝説が生まれた。のちにエルドラドは黄金郷の代名詞となり、オリノコ川とカロニ川の流域はエルドラドの地として知られるようになった。エリザベス1世に仕えたウォルター・ローリーは、黄金都市マノアの伝説を流布してイギリスの領土拡張を推進しようとした。
18世紀のポルトガル領ブラジルは金の時代となる。ミナスジェライス州で金脈が発見され、ゴールドラッシュが訪れた。金採掘は過酷であり、絶えず新しい奴隷が金鉱へ送られた。ポルトガルはイギリスと互恵的な通商条約であるメシュエン条約を結び、イギリスはポルトガル領ブラジルとの貿易で利益をあげて金保有量が急増し、この金保有が国際金本位制のもととなった。

#### 北アメリカ

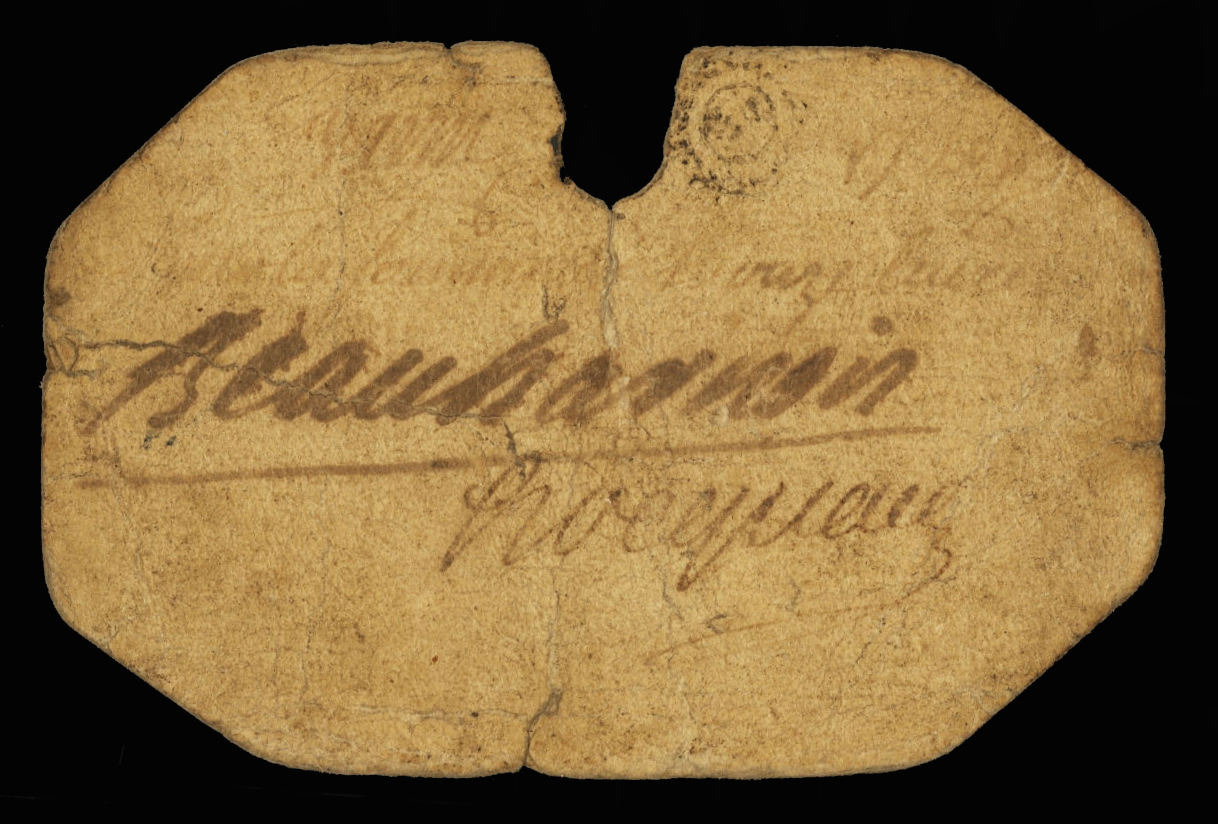
ヌーベルフランスのカルタ紙幣。1735年

北アメリカの13植民地では、本国のイギリスから送られるポンドやシリングなどの硬貨が少なく、大半が輸入品の購入によって流出した。そのため硬貨が常に不足し、17世紀から18世紀にかけて物品貨幣が普及した。法的に認められた貨幣として、植民地全土ではトウモロコシが早くから流通した。北部では毛皮貿易で重要な品だったビーバーの毛皮や、ロングアイランドのインディアンが作っていたワムパムがあった。南部ではタバコや米、そしてタバコの引替券であるタバコ・ノート（Tobacco notes）があり、タバコとタバコ・ノートは合わせて170年にわたって流通した。その他に家畜、干し魚、肉、チーズ、砂糖、ラム酒、亜麻、綿、羊毛、木材、ピッチ、釘、弾薬、銃なども貨幣になり取引は複雑になったが、硬貨不足によるデフレーションを緩和する効果はあった。
硬貨不足のために各植民地が信用手形を発行し、欧米では初の政府紙幣となった。のちにアメリカ独立宣言にも関わるベンジャミン・フランクリンは印刷業者でもあり、ニュージャージーやペンシルヴァニアの紙幣を発行し、紙幣の偽造防止法の発明や、紙幣を普及するためのパンフレット出版でも活動した。しかしイギリスは紙幣の発行を禁じたため、本国と13植民地との対立は深まった。貿易で流入したスペインドルが少量ながら流通を続け、独立後のアメリカではフローイング・ヘア・ダラーが発行されてドルが通貨単位となる。
フランス領カナダのヌーベルフランスでは、銀貨不足のためにトランプを切って作ったカルタ貨幣が通用し、これをアメリカ大陸初の紙幣とする説もある。

### アフリカ
16世紀以降、ヨーロッパ諸国がアフリカでの大西洋奴隷貿易を大規模化する。16世紀のスペインとポルトガル、17世紀のオランダ、イギリス、フランスなどが南北アメリカでの労働力としてアフリカで奴隷の確保を行なった。アフリカ西海岸の主な輸出は金から奴隷に変わり、大西洋での海運の増加によって保険業や金融業も活発となり、ロイズ銀行やバークレイズ銀行の創業者をはじめ奴隷貿易で利益を得る者も増えた。ダホメ王国のようにヨーロッパに奴隷を輸出して銃火器を入手する国家もあった。ダホメは金とタカラガイの固定レートを定めて、国内の物価は全てタカラガイで表示して売買を貨幣化して、物々交換を認めなかった。ヨーロッパ側はオンスという計算用の貨幣を考案して奴隷貿易で利益を出そうとしたが、ダホメでは奴隷価格を値上げして対応した。

### 近世の貨幣論
重金主義は、貴金属の蓄積とともに流出を防止し、対外征服や略奪、鉱山開発を推進した。スペインではサラマンカ学派が研究を進め、現在の貨幣数量説や購買力平価説にあたる学説も主張された。フランス王ルイ14世に仕えた財務総監コルベールがとったコルベール主義も有名である。
ベンジャミン・フランクリンは、紙幣を普及するためのパンフレット「紙幣の性質と必要に関する控えめな問いかけ」（"A Modest Enquiry into the Nature and Necessity of a Paper Currency"）を出版した。パンフレットでは紙幣発行で貨幣の流通を増やし、投資や起業の増加、物価の上昇や移住者の増加をもたらしてヨーロッパとの経済格差を解決するべきと主張した。「時は金なり」という言葉もフランクリンによる。
日本の江戸幕府の改鋳では、政策担当者の貨幣観によって内容が大きく変化した。元禄・宝永期の荻原重秀による改鋳では貴金属の含有率を下げて名目貨幣化が進み、正徳・享保期の新井白石による改鋳では含有率を上げた。

## 近代

### 貿易銀

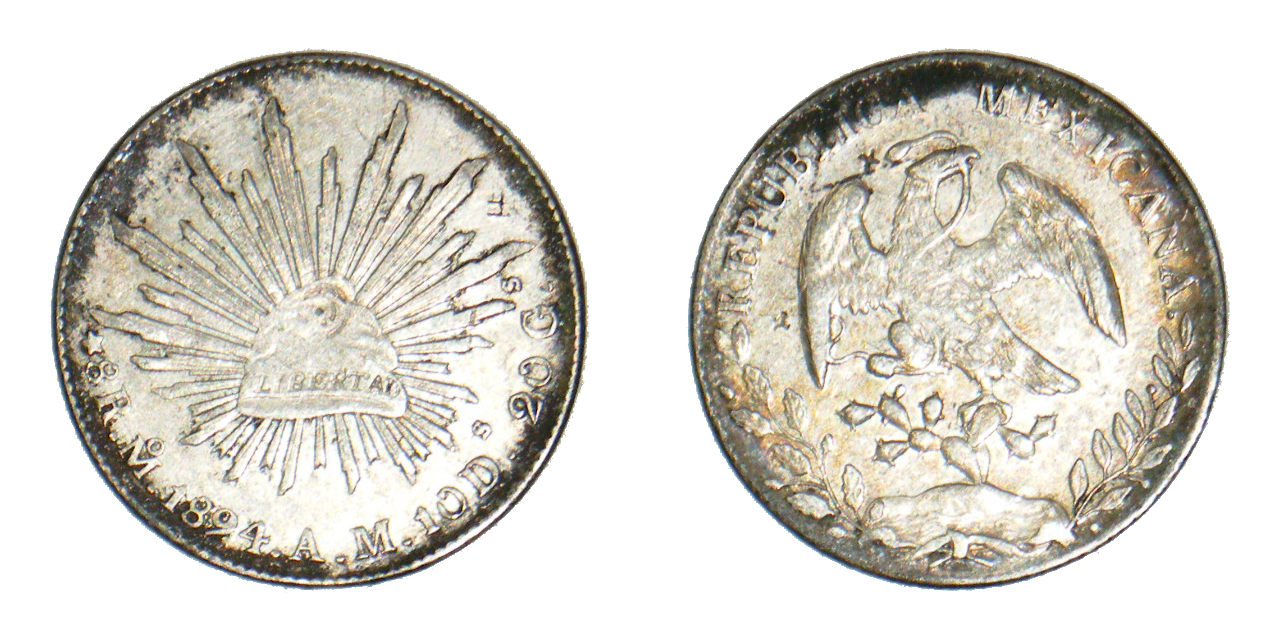
メキシコドル、1894年

16世紀から銀貨が貿易の支払いの中心となり、貿易専用に発行された銀貨を貿易銀と呼んだ。貿易銀の特徴は発行者とは異なる国々で流通した点にある。メキシコドルは国際貿易の決済通貨となり、19世紀から20世紀にかけて同量、同位の銀貨が各地で作られた。中国の銀元、香港ドル、日本の円銀、USドル、シンガポールドル、ベトナムのピアストルなどがある。マリア・テレジア銀貨は本国では19世紀以降流通しなかったが20世紀になっても紅海沿岸で使われ続けた。貿易銀は地域間の決済に使われ、各地の地元の通貨とは別個に流通した。

### アジア、オセアニア
貿易銀が流入した中国の清やインドのムガル帝国では小額面の銅貨や貝貨が地域の流動性を形成した。ベンガルでは銅貨やモルディブ産の貝貨が日常の取り引きに使われ、ルピー銀貨や金貨はそのままでは使えず両替の必要があった。貝貨は非常に小額面だが19世紀末までは納税にも使えた。また、ルピー銀貨の間にも使い分けがあり、商品によって異なる銀貨が使われ、各地で蓄蔵されるルピー銀貨と、地域間取引や納税のためのルピーも異なっていた。
イギリスは清との貿易で赤字が続いて銀が減少し、その解決策としてイギリス東インド会社がアヘンによる三角貿易を確立した。イギリス東インド会社は次のような手順で行なった。(1)インドでアヘンを栽培する。(2)清でアヘンを販売する。アヘン購入には銀を指定する。(3)清から入手した銀で中国茶を購入する。(4)中国茶をヨーロッパへ運ぶ。このような手順でイギリスは赤字を解消するが、清では銀の流出とアヘン中毒の拡大が問題となる。清はアヘンを禁止しようとしたため、イギリスとの間でアヘン戦争が起きた。インドからのアヘン輸出は、対中国貿易黒字の3分の1を占めた。中国の銭票は20世紀まで続いて吊票とも呼ばれ、政府や商会に規制される場合もあった。
ポリネシアでは海岸に漂着する鯨が重要な資源であり、鯨歯は権威を表す貴重な財として、紛争解決の贈り物や物品貨幣に使われた。鯨油を得るための捕鯨が盛んになると、欧米の捕鯨船が大量の鯨歯をもたらすようになり、鯨歯をめぐる権力闘争が激化した。

### ヨーロッパ

ラテン通貨同盟参加国 (赤) 1866年〜1914年

ポルトガル領ブラジルのミナスジェライスの奴隷が採掘した金は、メシュエン条約を通じてイギリスに輸入され、イギリスでは金保有量が増加した。イギリスでは戦費調達や貨幣供給のためにイングランド銀行が設立され、最初の近代的な銀行券を発行する。この銀行券は商業手形の割引に使用され、手形割引によって取引が拡大し、イギリスの国民経済は成長した。イングランド銀行は金との交換（兌換）ができる銀行券を発行するが、英仏戦争による物価の高騰で金準備が激減して銀行券の金兌換を停止した。やがて貨幣法により兌換が再開して、本位金貨のソブリン金貨が発行され、銀貨は補助貨幣となった。ソブリンの発行は、金本位制がイギリスから国際的に広まるきっかけとなった。ピール銀行条例によってイングランド銀行は銀行券の発行を独占し、中央銀行となった。フランスでは、フランス革命の時期にフランス第一共和政が銀行による紙幣発行を禁止して、政府紙幣のアッシニアを発行した。戦費調達が主な目的であったがアッシニアの価値は下落を続けて、世界初とも言われるハイパーインフレーションが発生した。
19世紀は国家の統一にともなって貨幣の統一も相次いだ。通貨同盟が各地で発足し、スイスはスイスフラン、イタリアはラテン通貨同盟によってイタリアリラへ統一された。ドイツでは経済学者フリードリヒ・リストの提唱でドイツ関税同盟が発足して経済統合が進むが、帝国成立時にも6種類の貨幣が並立した。中央銀行であるライヒスバンクの他に、バイエルン王国・ヴュルテンベルク王国・ザクセン王国・バーデン大公国の銀行も通貨を発行した。北欧ではスカンディナヴィア通貨同盟によってデンマーク、スウェーデン、ノルウェー各国の貨幣統一が進んだ。

### アメリカ

#### 独立戦争
アメリカ独立戦争において、13植民地はイギリスからの独立をするために大陸会議を招集し、独立戦争の戦費として大陸紙幣を発行した。大陸紙幣は13植民地の各州政府で発行され、メキシコドルでの交換を定めていたが、大量発行のためインフレーションを起こした。また急造のために偽造しやすく、イギリス軍によって妨害用の偽札も作られてインフレーションを悪化させた。独立後は各州の民間銀行と第一合衆国銀行の銀行券が並立し、さらに合衆国銀行が閉鎖されると、個人や団体が自由に銀行を設立できる自由銀行時代となり、銀行と紙幣の種類が膨大で、紙幣の価値が発行地や銀行の信用度に応じて異なるという複雑な流通となった。この状況は南北戦争まで続いた。

#### 南北戦争以降
北アメリカを2分した南北戦争では、北部のアメリカ合衆国と南部のアメリカ連合国はそれぞれ戦費調達のために貨幣を発行した。戦争中は金との兌換は停止され、北部ではグリーンバック (紙幣)、南部はグレイバック (紙幣)と呼ばれる政府紙幣を発行して、互いの勢力下で流通した。さらに両政府は国債や利子がついた政府紙幣も発行した。南北戦争後には金と兌換できる金証券が発行されてイエローバックと呼ばれ、ドル銀貨と兌換できる銀証券も発行された。のちには1907年恐慌などの影響で中央銀行設立の要望が増えて連邦準備制度理事会が設立され、連邦準備券としてドル紙幣が統一された。

### アフリカ
ヨーロッパはアフリカの植民地統治のために貨幣経済を浸透させて、さまざまな税金を課して植民地政府の財源とした。宗主国の通貨が導入されて人頭税や小屋税を定め、現金収入が必要な人々から労働力を調達した。野生ゴムを産するコンゴ自由国では採集税なども徴収した。政府予算の大半は宗主国のためのインフラ整備に使われたが、ヨーロッパ系住民からは税を徴収しなかった。アフリカ人は低賃金労働に従事させられるとともに、税金をヨーロッパ系住民のために収めるという構造が固定化された。植民地政府は出費を抑えるために、現地の支配者や支配機構を利用する間接統治を推進した。こうした植民地経済は独立後のアフリカ各国が経済成長をする支障になった。

### 国際金本位制

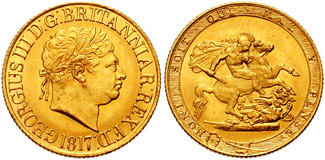
最初のソブリン金貨。1817年

近代的な金本位制は、法的に平価が定められ、金の裏付けをもとにして紙幣が発行される。金貨は本位貨幣と呼ばれ、金貨との交換が保証される紙幣を兌換紙幣と呼ぶ。兌換紙幣の発行は、発行者が保有する金の量に制約される。イングランド銀行は公定歩合の操作によって金準備を安定させ、世界各地での産金の増加にともなってロンドンが金地金取引の中心となり、国際的な金融センターとして繁栄した。
19世紀から20世紀にかけて、世界各地で金採掘の流行が起きてゴールドラッシュと呼ばれた。中でもカリフォルニア・ゴールドラッシュは30万人もの採掘者を集めた。ゴールドラッシュによる金産出は世界規模でマネーサプライを増加させて、金本位制の拡大にも影響を与えた。歴史上の金産出量のうち大部分は、この時代に集中している。欧米諸国で金本位制への切り替えが進み、日本では明治政府が導入した。19世紀後半にはイギリスのスターリング・ポンドを中心に国際金本位制が成立する。こうした状況で、中国は銀本位制を守り続けた。国際貿易が進展すると、世界各地の伝統的な貨幣は、基軸通貨や金との兌換性が高い通貨へ代わり、1国1通貨の制度が普及していった。

#### 貿易の促進
国際金本位制のもとで決済手段が統一されると取り引きが迅速化した。貿易で各国の金の保有量と通貨発行量が自動的に調整されるため、国際関係の勢力均衡にも合致した制度とされた。金本位制は貿易による自動的な調整をもたらすとはいえ、実際には先進国が途上国を資金的に支援する必要があり、途上国は貿易赤字を防ぐために保護主義を採用した。

#### 国際金本位制と国内経済
国際金本位制は国内経済に問題を起こした。国内の通貨量は国内の金の保有量に連動するので、貿易赤字で金が減少すると通貨発行量が減少する。金本位制のもとでは通貨は自由に発行できないため、国内経済が縮小して失業や貧困の問題が生じても、政府には財政面での限界があった。金準備が不足した場合は、平価の切り下げか、資金借入の必要があった。国際貿易の進展によって、農産物の買付が増大すると問題も発生した。地域通貨が兌換紙幣へ代わったのちは、それまで地域通貨が吸収していた農産物の季節変動の影響を兌換紙幣が受けるようになった。1907年恐慌などの信用恐慌の影響も重なり、各国は紙幣の兌換準備が必要とされるようになる。これが世界各地の信用膨張につながり、在地金融は1920年代を頂点として不振が続いた。

### 世界大戦

#### 第一次世界大戦から戦間期

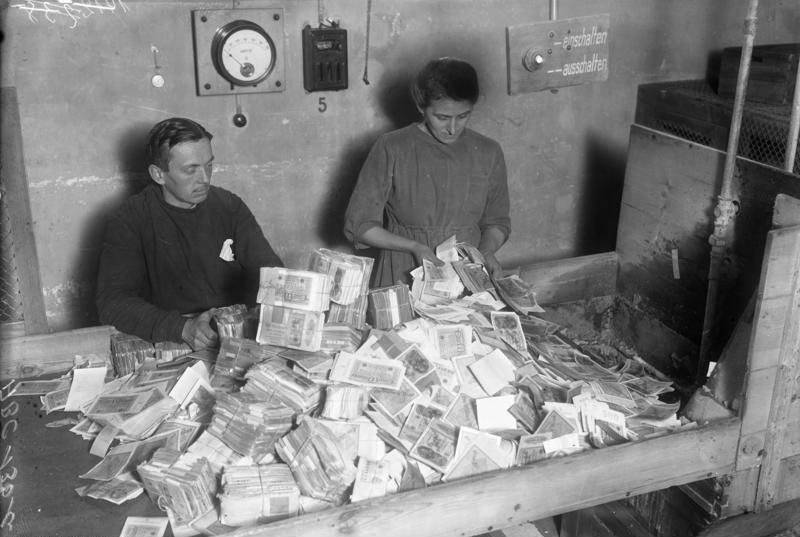
ハイパーインフレ時のドイツ。レンテンマルクとの交換でパピエルマルク紙幣が処分された

第一次世界大戦により、各国は戦費調達のために金本位制を停止し、政府の裁量で不換紙幣を発行する管理通貨制度に移行する。戦争により金属が不足し、ノートゲルトなどの地域通貨も発行された。休戦後のヴェルサイユ条約で多額の賠償金を課せられたドイツは物価の高騰とマルクの急落が起き、フランスのルール占領も影響した。ドイツはマルク安定化のために為替市場に介入するが外貨準備の減少で介入を維持できず、物価が大戦前の1兆倍というハイパーインフレーションとなり、当時のマルクはパピエルマルクとも呼ばれた。1兆マルクを単位とするレンテンマルクを発行して事実上のデノミネーションを行うとインフレは沈静化し、アメリカの介入によるドーズ案でドイツは外債発行が認められて、第一次大戦の債権債務が清算に向かった。
ロシアでは大戦中にロシア革命が起き、革命後にハイパーインフレーションとなった。革命で成立したソヴィエト連邦のボリシェヴィキ政府は、ロシア帝国とロシア臨時政府時代の全債務を不履行とした。インフレによってルーブル紙幣の実質流通残高は1パーセントとなったため、ボリシェヴィキ政府はデノミネーションを3回行い、新紙幣として金兌換のチェルヴォーネツを発行した。チェルヴォーネツは法定通貨ではなく、旧紙幣のルーブルと並行して流通して相場も立った。
金本位制はアメリカの金輸出解禁をはじめとして再開が進み、ジェノヴァ会議では大戦後の貨幣経済について話し合われ、各国に金本位制再開を求める決議も出された。アメリカは大戦後に狂騒の20年代とも呼ばれる繁栄時代に入り、マネーサプライは60パーセント増加した。この時代に分割払いが普及し、消費者負債は1920年から1929年までに33億ドルから76億ドルと急増した。第1次大戦後には国際連盟など国際機関も設立され、金融面では国際決済銀行が設立された。
アメリカはヨーロッパの戦後復興を投資で援助して、ニューヨーク連邦準備銀行総裁のベンジャミン・ストロングによって各国の協調が保たれて、金本位制に復帰する国家も増加した。しかし金本位制を再開した各国は、深刻なデフレーションに見舞われた。さらにアメリカの連邦準備銀行は国内の投機を抑制するために公定歩合の引き上げを行い、ヨーロッパとの金利差を縮めてヨーロッパからの資金逆流を起こした。このためにドイツは第一次大戦の戦後賠償が困難となり、ナチ党の権力掌握の一因にもなった。アメリカでの投機がもとで世界恐慌が起きると、各国は再び金本位制を停止した。

#### ブロック経済
世界恐慌後の各国は、自国の経済を保護するためにブロック経済を進める。ブロックは通貨圏によって分かれ、英連邦を中心とするスターリングブロック、アメリカを中心とするドルブロック、ドイツのライヒスマルクを中心とする中欧のブロック、フランスを中心に金本位制を最後まで維持したブロック、そして日本の円を中心とする日満経済ブロックなどがある。この他に、ルーブルを通貨とするソビエト連邦が独自の経済圏を保っていた。ブロック内での関税同盟や、ブロック間の輸出統制、通商条約の破棄によって国際貿易は分断され、第二次世界大戦の一因となった。

### 近代の貨幣論
アダム・スミスは『国富論』で商品交換を行うために金属が貨幣に選ばれたと論じ、紙幣が金属貨幣の価値の総額を超えることは抑制されるべきとした。デイヴィッド・リカードは『地金の価格高騰について』で貨幣数量説を論じた。英仏戦争による物価の高騰で、イングランド銀行の金準備が激減して銀行券の金兌換を停止した際には、銀行券の兌換再開をめぐって通貨学派と銀行学派の論争が起きて地金論争と呼ばれた。通貨学派は、銀行券の発行がイングランド銀行の金保有量に一致することを要求し、銀行学派は、銀行券の発行は金保有量に制約を受ける必要はないとした。
古典派経済学では貨幣の中立説が主張された。貨幣数量説の研究が進み、新古典派経済学ではフィッシャーの交換方程式やケンブリッジ方程式が考案された。

## 現代

### ブレトンウッズ体制
第二次世界大戦中の1944年に、アメリカのブレトン・ウッズで44ヶ国による連合国通貨金融会議が開催される。大戦後の国際通貨制度の枠組みとしてブレトン・ウッズ協定が締結され、国際通貨基金（IMF）と国際復興開発銀行（世界銀行）の創設が決定した。IMFは国際通貨の安定を目的とし、国際収支が赤字になった国に短期の資金を融資する。世界銀行は長期の資金の融資を行い、大戦後にアジアやアフリカで独立した国々を援助するために無利子で融資をする国際開発協会（IDA）や、民間向けに融資をする国際金融公社（IFC）も設立された。第二次大戦によってイギリスはアメリカに負債を負い、インドなど英連邦諸国は独立をしてポンドは切り下がり、国際通貨の中心はUSドルに移行した。
ブレトン・ウッズ会議では世界経済の安定のために国際通貨についての提案がなされた。イギリスは超国家的な通貨としてバンコールを提案し、アメリカはUSドルのみが金との兌換を持つという提案をした。最終的にはアメリカ案をもとに運用が決まり、USドルが金との兌換を持ち、各国の通貨はUSドルとの固定相場制を取ることで価値を保証した。これは金為替本位制とも呼ばれ、基軸通貨と世界一の金準備を持つアメリカが金融センターの中心となった。IMFは、加盟国の準備資産を補完するために特別引出権（SDR）の制度を始めた。

### 変動相場制
ブレトン・ウッズ体制により、国際通貨基金の加盟国はUSドルに対する自国通貨の平価を定めた。これにより各国は経済成長をとげるが、アメリカは国際収支で赤字を続けながらドルを世界に供給する必要が生じた。しかし、アメリカの国際収支の赤字が続けばドルへの信認が低くなり、アメリカの国際収支が改善されればドルの安定供給が維持できない。これはトリフィンのジレンマとも呼ばれた。アメリカではベトナム戦争による財政支出とインフレが続いたためドルの価値が下落し、国際収支の赤字により金準備も減少する。こうしてUSドルと金との兌換は停止されることとなった。

#### ブレトン・ウッズ体制の終了
アメリカのリチャード・ニクソン政権は、USドルが金との兌換を一時停止すると発表した。原因はアメリカの金保有量の減少によるもので、それまでの金とドルにもとづく国際通貨体制の終了をもたらし、ニクソンショックとも呼ばれた。ニクソンショック以降の為替レートの動向は、次のような時期に分かれる。
(1) 第1次フロート制
ニクソン大統領の演説以降の旧レートでの11日間の市場再開をへて、1971年12月18日までの変動相場制。ドルの値下がりが予想されたため、ヨーロッパは外国為替市場を閉鎖したのちに変動相場制へ移行した。他方で日本は、市場を閉鎖せずにドル買いを続けて為替差損を出した。
(2) スミソニアン協定
IMFの10カ国グループであるG10によってスミソニアン協定が結ばれて固定相場制が再開され、為替相場の変動幅が上下25パーセントと取り決められた。ドル切下げと円切上げが決定して、新たに金1オンス＝38ドル、1ドル＝308円（変動幅±2.25パーセント）の交換レートが定められた。
(3) 第2次フロート制
固定相場の維持は再び困難となり、1973年2月12日のドル再切り下げにより、再び変動相場制へ移行した。
ブレトン・ウッズ体制は終了し、各国はUSドルとの固定相場制から変動相場制へと移行した。主要な通貨は、実体経済の経済力を背景に価値を持つこととなった。ドルは金との固定相場による価値を失う反面で、金の束縛を離れた発行が可能となり、固定相場時代よりも国際間の資本移動が自由になった。現在でも、外国資本の流入を促進するためにUSドルと固定相場制をとるドルペッグ制を採用したり、USドルそのものを自国通貨とすることで価値を保証している国がある。中国は管理変動相場制をとっていた。

### ヨーロッパ

経済通貨同盟

ヨーロッパでは、第二次世界大戦後に経済統合が進んだ。これは経済的な目的だけでなく、2度の世界大戦やブロック経済の問題をふまえて、安全保障に関わる政治的な目的も含んでいる。こうした歴史的な背景のもと、欧州通貨統合も進められた。1970年には通貨統合についての具体案が出され、欧州通貨制度が開始する。ドイツマルクを中心とし、参加国はマルクに対するレートを一定の枠内で固定した。ユーロ圏の金融政策を行うために欧州中央銀行を設立し、共通通貨であるユーロを11カ国で導入した。ユーロ圏は経済政策も共有する経済通貨同盟であり、通貨同盟とは異なる。2015年1月1日時点のユーロ圏は19カ国となっている。

### アジア

#### プラザ合意と円高
1980年代前半のアメリカは、ロナルド・レーガン政権のもとで、双子の赤字と呼ばれた貿易赤字と財政赤字が問題となった。為替レートを安定させるためにG5の蔵相や中央銀行総裁による会議が開催され、プラザ合意がなされた。これ以降は円高が急速に進み、2年間で1ドル＝240円前後から121円と2倍近く上がった。主要国による協調介入は1985年10月で終わり、当初の為替レートの目標は1ドル＝210円から215円を見込まれていたが、円高はそれを上回った。日本では円高によってバブル景気となり、バブル崩壊後は円高とデフレーションによって長期停滞が続いている。

#### 金融センター
ニューヨークやロンドンなど欧米に加えて、第二次大戦後はアジアでも東京、香港、シンガポール、上海などの地域が金融センターとして発展した。金融センターの国際的競争力を示す指標としてZ/Yenグループの世界金融センター指数があり、2019年3月時点では、上位5位は1位ニューヨーク、2位ロンドン、3位香港、4位シンガポール、5位上海とアジア圏から3つ入っている。香港、シンガポール、上海は植民地時代から金融業の基盤があり、ともに英語と中国語のビジネスを進めやすい環境にあった。シンガポールは地理的にニューヨークとロンドンの中間に位置して24時間取引が可能な点も有利となった。シンガポールはASEANの金融センターとなり、1990年代以降は中国やインドをはじめアジア新興国に官民一体で共同投資を行なっている。

#### 人民元
中国の通貨である人民元は、鄧小平の改革開放によって大きく変化する。それまでは外貨兌換券用の公定為替レートと市場の為替レートに格差があり、改革開放によって二重相場制と外貨兌換券を廃止して管理フロート制に移行した。これは実質的にドルペッグ制であり、通貨の切り下げによって輸出が増加する。改革開放以前は中国人民銀行が政府が決定のもとで貸付を行なっていたが、国有銀行の商業銀行化も進められた。IMF8条国となったのちは経常取引の自由化が義務づけられるが、資本取引の規制は続けて銀行の国際取引も外貨管理局が統制した。経済成長が続いて投機的な資金流入が問題になると、対策として通貨バスケット制を参照しつつ管理変動相場制に移行した。世界金融危機以降は人民元の国際化をさらに進め、人民元はSDRの構成通貨に加わり、中国外貨取引センター（CFETS）は通貨バスケットを24ヶ国に拡大した。国内では、クレジット決済に代わって、IT技術にもとづく決済システムの普及が推進されている（後述）。

### アフリカ
アフリカでは第二次大戦後に植民地からの独立が相次いだが、植民地時代の経済が悪影響を残した。IMFの指導によって構造調整政策が導入され、各国は世界銀行や先進諸国の支援と引き換えに取り組んだ。構造調整政策は1990年代まで続けられたが期待された成果はなく、債務危機におちいる国家も出て、IMFや世銀は方針変更を迫られた。2000年代以降は構造調整に代わってミレニアム開発目標などの貧困削減が課題とされた。技術面では携帯電話が急速に普及して、送金や銀行口座開設などのサービスが開始された。インフォーマルな活動の中には互助的な金融や保険があり、銀行からの融資が困難な出稼ぎ民に対する頼母子講的な金融もある。

### イスラーム世界
アラブ諸国などイスラームの影響が強い国では、紙幣の導入に時間がかかる場合があった。イスラーム経済に固有の事情により、交換するものは等量・等価でなければならず、素材として価値が高い金属貨幣が重視されたためである。1940年代半ばのアラブ諸国では多種類の金貨や銀貨の他に、貿易の決済やマッカ巡礼者の通貨交換用に英領インドのルピー紙幣を使った。サウジアラビアではリヤル銀貨が通貨だったが、銀価格高騰による流出で通貨危機が発生したため、事実上の紙幣である巡礼者受領証を発行し、のちに正式にリヤル紙幣を発行した。巡礼者用の紙幣は、サウジアラビアの他ではインドとパキスタンでも発行され、正式には外貨証券と呼ばれる。

### 通貨危機

アジア通貨危機で大きな影響を受けた国

変動相場制による資本移動の規模の増大と加速化は、通貨危機の可能性を高めた。ポンド危機が発生した際には、イギリスは欧州為替相場メカニズム（ERM）を離脱した。欧州通貨制度では、参加国の為替レート維持は経常赤字国が負担していたため、マルクに対するポンドの切り下げが予想されたのが原因だった。メキシコ・ペソが暴落した際には、メキシコ通貨危機が起きた。タイ・バーツの切り下げは周辺諸国の通貨にも投機を招き、投資を活発にするためにドルペッグ制をとる国が多かったためにタイの通貨危機が拡大してアジア通貨危機となり、ロシアに波及してロシア財政危機となった。サブプライムローンを発端に世界金融危機が起きた際には各国が協調介入しており、これは世界恐慌での対応の失敗が教訓となっている。

### 物品貨幣
メソアメリカのカカオは、一部の地域では20世紀まで貨幣として通用した。現在使われる物品貨幣としては、石貨（ヤップ島）や貝貨（パプアニューギニア）がある。特にパプアニューギニアのタブ貝貨は、人頭税の支払いなど行政においても流通している。

### 電子マネー
1990年代からは、電子決済のサービスである電子マネーが始まった。広義の電子マネーには前払いで入金するプリペイド式と、クレジットカードと同様のポストペイ式がある。現在ではICカードに入金をする形態が普及している。電子マネーの特徴としては、購入情報の記録、小額決済の短縮化などがある。
イギリスのモンデックスは、1995年からプリペイド電子マネーの試験運用を始めた。銀行のATMや公衆電話でチャージをして買い物に用いる仕組みで、その後にドイツやフランスでも電子マネーが発行されたが、大きな普及にはつながらなかった。アジアでは、香港の八達通をはじめ1990年代後半から交通機関を中心に電子マネーが普及し、日本でもプリペイド電子マネーの試験運用が始まる。2001年以降は、各国でタッチ式のプリペイド電子マネーの普及が進んでいる。

#### 決済仲介サービス
中国ではクレジット決済に代わって、IT技術にもとづく決済システムが普及した。アリババグループ（アリババグループ）による支付宝（Alipay）や、テンセントの微信支付（WeChat Pay）が中心となっている。信頼できる第三者が仲介となって取引を行っており、中国の商慣習にも合致している。第三者決済サービスで蓄積された取引情報は社会信用システムに活用されて、個人信用を評価する芝麻信用などのサービスも行われている。信用評価システムによって、従来は融資が困難だった中小企業や個人事業者への融資も進んでいる。

### 仮想通貨

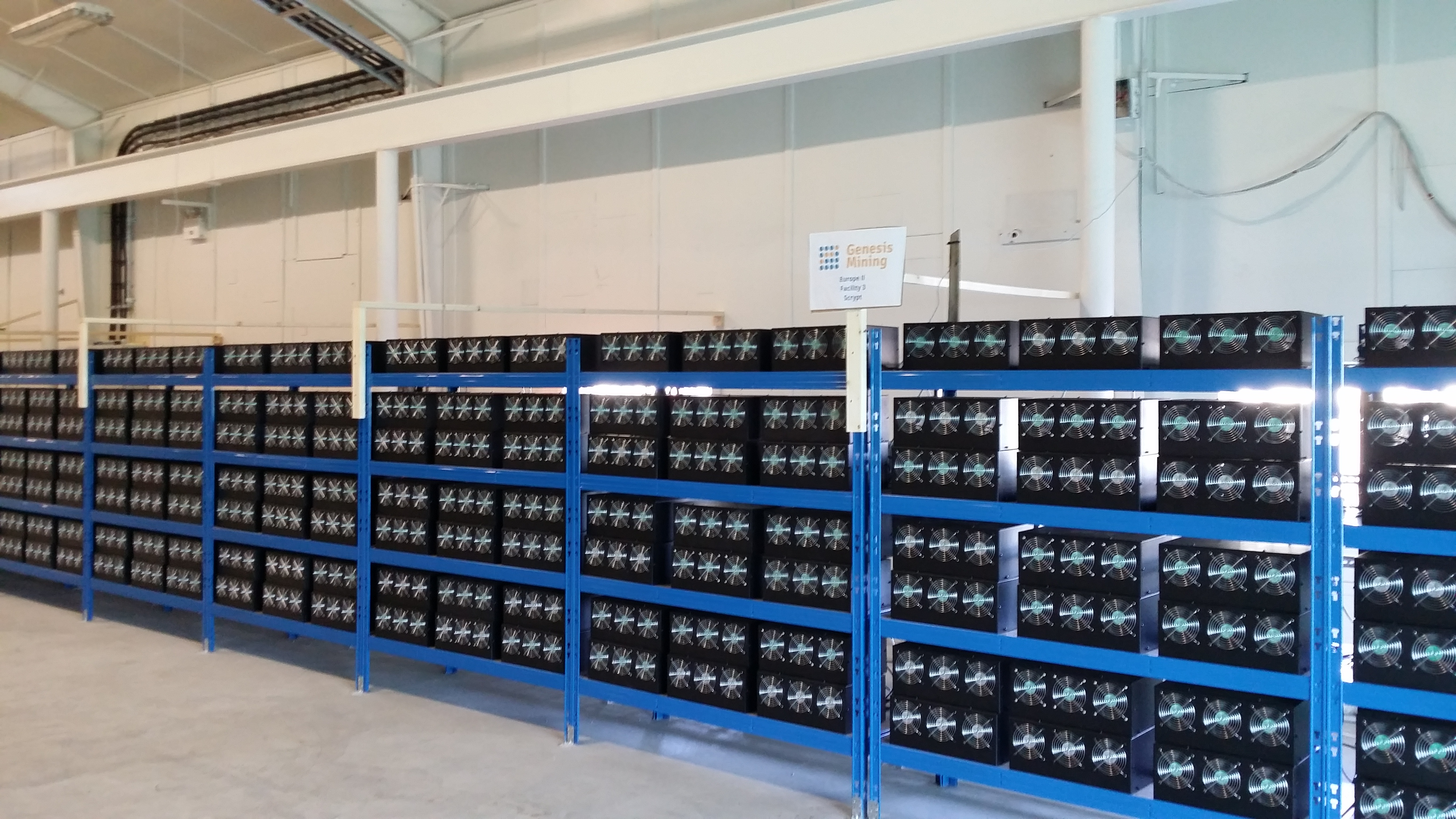
ビットコインのマイニング（採掘）

法定通貨ではない貨幣として仮想通貨、もしくは暗号通貨があり、著名なものとしてビットコインが知られる。基本的にはデータとしてのみ存在し、暗号によってコピーを防止している。ビットコインはペーパーウォレットという紙に印刷をして保存も可能となっている。
ビットコインはサトシ・ナカモトという人物の論文をもとに開発された。Peer to Peer技術によって価値を保証され、中央銀行を介さない貨幣として限定的ながら国際通貨として流通している。国家の通貨のような強制通用力が存在しないが、国際決済にかかるコストが小額であり、匿名性や、国内で複数の通貨が使える利便性などが注目されている。キプロス・ショックの際には、銀行預金の課税を逃れるためにビットコインを選ぶ人々が存在した。一方で、2014年にはビットコイン取引所の最大手であり東京都で事業を行っていたマウントゴックスで、ビットコイン消失事件も発生している。

## 特殊な貨幣

### 冥銭
冥銭は副葬品に用いる貨幣を指す。中国古代では陶銭や紙銭を使い、のちにその文化が日本にも受け継がれた。日本では六文銭や、近世の六道銭などが知られる。中国、韓国、台湾、ベトナムでは、葬儀社などで「冥国銀行券」といった名称の葬儀用紙幣が用意されている。墓参用にも冥国銀行券などが使われている。現代の沖縄県内でも「ウチカビ」（打ち紙）として同じような葬儀用、墓参用紙幣が使われている。1930年の中国では額面が5円となっているが、その後高額化が進み、一般には存在しない額面となっている。類似の慣習として古代ギリシャでは、地獄の川の渡し守であるカローンへの渡し賃として1オボルスを死者の口に入れた。

### 軍用手票
軍用手票とは、戦争の時に占領軍が占領地や交戦地で発行する通貨であり、軍票という通称で呼ばれる。軍票は19世紀にヨーロッパで始まり、占領軍は占領地で物資を徴発する代わりに、軍票で必要物資の調達や軍人への給料の支払いを行った。また、敵国の通貨の使用を禁止して経済を統制する目的もあった。占領軍の自国通貨を支払いにあてた場合は自国でのインフレの可能性があり、敵国通貨を禁止しなければ敵国から物資の調達などをされる可能性があるため、軍票が使用されてきた。発行された軍票は発行国の債務であり、終戦により一般通貨に交換することが必要となるが、戦勝国により敗戦国の軍票が無効とされる例も多い。正式な軍票ではないが、同様の目的でアメリカ軍が沖縄の久米島で発行した貨幣として久米島紙幣がある。

### ハンセン病療養所における貨幣
かつて世界各地のハンセン病療養所やコロニーにおいて通貨が発行された。ハンセン病隔離施設の場合は、菌の伝染防止や患者の隔離が目的であり、必要性がなくなり廃止された。特殊貨幣の多くは国家が作ったが、療養所が作ったところもあり、日本では多磨全生園などの療養所が作った。患者の入所時に一般の通貨は強制的に特殊通貨に換えさせられた。硬貨が一般的だが紙幣もあり、その場合は通し番号がついた。クーポン券といってもよい場合もあり、プラスチック製もあった。多磨全生園の場合、貨幣の製造は徽章などを製造する所に発注し、菌の伝染を防ぐために消毒された。日本の療養所の一部では、通帳を併用して貧困者への小遣いなどに利用した。日本では種々の不正事件の発覚が契機となり、各療養所の通貨は1955年までに廃止された。廃止時に一般の通貨に換えられたが、米軍軍政下の宮古南静園では、一般の通貨とは換わらなかった。

### 大東諸島
第二次世界大戦終結までの大東諸島は無人島を会社が買い取った「社有島」であったことから、日本の領土でありながら日本円は島内で通用せず、大東島紙幣と呼ばれる砂糖手形が事実上の通貨となっていた。

## 貨幣の偽造の歴史
信用通貨と贋金の問題は貨幣の歴史と同じくらい古いとも言われる。価値の裏付けを金属に求めながら、地金価値と額面を厳密に一致させる本位貨幣制の確立は近代以降であり、近代以前の貨幣制度をそれで理解することは難しい。金属貨幣はしばしば政府や領主などが貨幣発行益を得るために発行され、額面が地金の価値を上回ることがあった。貨幣発行益が大きい場合は贋金の横行を呼び、特に高額の貨幣が偽造された。たとえば和同開珎は銀銭の発行後1年以内に私鋳銭の禁令が出ており、偽造が原因で銀銭は廃止されている。
紙幣の偽造では、初の紙幣とされる交子が990年頃に出たのちの神宗の時代（1068年～1077年）には偽造に関する記述が見られる。日本最古の紙幣とされる羽書は1610年に発行されたが、1624年には偽札についての記述が見られる。スウェーデンのストックホルム銀行券は1661年に始まり、1662年～1664年には偽造銀行券が出回っていた。大規模な紙幣偽造としては、ポルトガルの公文書を偽造してエスクド紙幣を500万ドル相当印刷させたアルヴェス・レイスの事件がある。
アメリカ最初期の紙幣を印刷したベンジャミン・フランクリンは、偽造防止の方法も発明した。紙幣の文字に意図的なスペリング・ミスを仕込み、額面によって異なったスペリングと活字を組み合わせた。さらに、複製困難なデザインのためにネイチャー・プリンティングという紙幣の裏に木の葉をプリントする方法を考案した。アメリカは大陸紙幣ののちは南北戦争まで政府紙幣がなく、1862年の時点で紙幣全体の80パーセントが偽札だったとされる。偽札を判別するための偽札鑑定新聞（ Counterfeit Detector）や銀行券通信（Bank Note Reporter）と呼ばれる冊子があり、定期的に発行された。
鋳造貨幣や紙幣以外の偽造もある。アステカでは、通貨として使われていたカカオ豆が偽造されていたという記録がある。

## 年表
- 紀元前30世紀 - メソポタミアで重量単位のシェケルが使われる。
- 紀元前21世紀 - シュメルでウル・ナンム王の時代に度量衡が統一され、銀1ギン＝大麦1グルとされる。
- 紀元前15世紀 - 中国の殷が貝貨を使う。
- 紀元前7世紀 - アナトリア半島のリュディアで初の硬貨であるエレクトロン貨が作られる。
- 紀元前6世紀 - ギリシャのポリスで硬貨が定着。
- 紀元前483年 - アテナイがラウレイオン銀山をもとに銀貨発行。
- 紀元前5世紀 - 紀元前3世紀 - 中国の戦国時代。中国に青銅貨などの鋳貨が定着する。
- 紀元前4世紀 - アレクサンドロス3世がペルシアを征服し、戦利品をもとに大量の金貨を発行。金銀の交換比率が大きく変わる。
- 紀元前4世紀 - 紀元前3世紀 - マウリヤ朝でインド初の硬貨と言われるパナ銀貨とマーシャカ銅貨が発行される。
- 紀元前280年頃 - ローマが初の硬貨としてアスを発行。
- 紀元前221年頃 - 秦の始皇帝が度量衡を統一し、貨幣の重量は銅貨の半両銭を基準とした。以後、銅貨の普及が進む。
- 紀元前118年頃 - 漢で五銖銭を発行。中国で最も長く流通する貨幣となる。
- 191年 - 董卓が五銖銭を改鋳し董卓小銭を発行。悪銭の流通が中心となる。
- 3世紀 - ローマ帝国で銀不足によりインフレーションが深刻化。
- 621年 - 唐が開元通宝を発行。中国の貨幣経済の統一が進む。
- 693年 - ウマイヤ朝がイスラーム帝国初の硬貨としてディナールとディルハムを発行。
- 7世紀末 - 日本の朝廷が国内初の公鋳貨幣として富本銭を発行。
- 780年 - フランク王国のカール大帝が度量衡を改革しリブラを導入。デナリウス銀貨を標準的通貨として造幣権を国家の独占とする。
- 10世紀 - イスラーム世界で銀が不足。
- 1023年 - 宋が初の政府紙幣として交子を発行。
- 11世紀 - 宋が神宗期に宋銭を大量鋳造。高額面で遠距離の支払いに適した紙幣（鈔）への依存が強まる。
- 13世紀 - イングランドをはじめヨーロッパの銀貨発行が増加。
- 1252年 - フィレンツェがフローリン金貨を発行。
- 1260年 - 元が法定通貨として紙幣の交鈔を発行。元は銅貨の使用を禁じたため、大量の宋銭が日本や東南アジアなどの周辺地域へ流入する。
- 1284年 - ヴェネツィアがドゥカート金貨を発行。
- 1294年 - イルハン朝が西アジア初の紙幣としてチャーヴ（鈔）を発行。
- 14世紀 - インド洋のタカラガイがアフリカで貝貨として導入が始まる。
- 15世紀 - ヨーロッパで貴金属が不足。エジプトで銅貨のインフレーション。
- 1518年 - ボヘミアがターラーを発行。のちの価格革命によりヨーロッパ各地で流通する。
- 1537年 - スペインがエスクード金貨を発行。国際的な通貨となる。
- 1545年 - インカ時代に放棄されていたポトシ銀山が再発見される。
- 16世紀 - ヨーロッパで価格革命が進む。
- 1609年 - アムステルダム銀行設立。
- 1631年 - マサチューセッツ湾植民地がトウモロコシを法定通貨とする。アメリカの13植民地で実物貨幣の普及が進む。
- 1639年 - 鎖国令により、日本からポルトガルへの銀の供給が止まる。
- 1661年 - スウェーデンのストックホルム銀行がヨーロッパ初の紙幣として銀行券を発行。
- 1668年 - ストックホルム銀行の破綻により、初の中央銀行であるスウェーデン国立銀行設立。
- 1685年 - フランス領カナダでトランプを切った紙幣が流通。アメリカ大陸初の紙幣とも言われる。
- 1690年 - アメリカのマサチューセッツ植民地が欧米発の政府紙幣を発行。
- 1693年 - ミナスジェライス州で金脈発見。
- 1694年 - イギリスのイングランド銀行が初の近代的な銀行券を発行。
- 1703年 - ポルトガルとイギリスがメシュエン条約。
- 1716年 - 財政家のジョン・ローがバンク・ジェネラールを設立。フランスで銀行券を普及させる。
- 1775年 - 13植民地が大陸紙幣（英語版）を発行。
- 1789年 - フランスがアッシニア紙幣を発行。のちに世界初とも言われるハイパーインフレーションが発生。
- 1792年 - 貨幣法により、アメリカ合衆国の通貨単位がドルに決定。
- 18世紀 - 清の乾隆期の中国で乾隆通宝の大量鋳造。銭票が史料に登場する。
- 1816年 - イギリスが貨幣法により本位金貨のソブリン金貨を制定。国際的に金本位制が広まるきっかけとなる。
- 1871年 - 明治政府が円を正式に採用。
- 1844年 - ピール銀行条例。イングランド銀行が中央銀行となる。
- 1885年 - 明治政府が最初の日本銀行券を発行。
- 1907年 - 1907年恐慌が発生。アメリカの連邦準備制度設立のきっかけとなる。
- 1914年 - 第一次世界大戦。イギリスが金本位制を停止して管理通貨制度に移行し、各国でも相次いで停止が進む。
- 1919年 - アメリカが金本位制に復帰。以後、各国が復帰をはじめる。
- 1922年 - ジェノヴァ会議。
- 1923年 - ドイツでハイパーインフレーション対策としてレンテンマルク発行。
- 1929年 - 世界恐慌。以後、各国は再び金本位制を停止。
- 1930年 - 国際決済銀行設立。
- 1935年 - 中国で国民党政府が銀本位制を停止。オーストリア政府が、マリア・テレジア銀貨の鋳造権をイタリアへ譲渡。翌年にはイギリス、フランス、ベルギーもマリア・テレジア銀貨を作る。
- 1944年 - ブレトン・ウッズ協定。国際通貨基金と国際復興開発銀行の設立を決定。
- 1948年 - 中国で共産党政府により中国人民銀行が発足。通貨が人民元に統一される。
- 1950年 - 最初のクレジットカードであるダイナースクラブが創設される。
- 1956年 - 国際金融公社設立。
- 1960年 - 国際開発協会設立。
- 1961年 - サウジアラビアがリヤル紙幣を発行。
- 1966年 - アジア開発銀行設立。
- 1971年8月15日 - ニクソンショック。USドルは金との兌換を停止。変動相場制への移行が開始。
- 1971年12月18日 - スミソニアン協定。固定相場制の再開。
- 1972年 - シカゴ・マーカンタイル取引所で通貨先物の取引を開始。欧州経済共同体の加盟国が共同変動為替相場制を開始。
- 1973年3月 - スミソニアン体制から再び変動相場制へ移行。
- 1979年 - 欧州通貨制度が開始、欧州通貨単位が定められた。
- 1983年 - 暗号研究者のデヴィッド・チャウム（英語版）が電子貨幣を発案。のち1990年にデジキャッシュを設立。
- 1985年 - プラザ合意により、円高ドル安が進行。
- 1992年 - イギリスにおいてポンド危機。
- 1994年 - 中国が二重相場制を廃止。
- 1994年 - メキシコ通貨危機
- 1997年 - アジア通貨危機。
- 1998年 - 欧州中央銀行設立。
- 1999年 - 共通通貨ユーロを11カ国で導入。
- 1990年代 - パプアニューギニアの東ニューブリテン州で、貝貨による人頭税の納税許可が進む。
- 2002年 - 欧州中央銀行がユーロ紙幣、ユーロ硬貨を発行。
- 2005年 - 中国が人民元改革で管理変動相場制に移行。
- 2007年 - 世界金融危機。
- 2009年 - ビットコインの運用開始。
- 2010年 - 2010年欧州ソブリン危機、通称ユーロ危機。
- 2013年 - キプロス・ショック。
- 2014年 - アジアインフラ投資銀行設立。